# Liste der Lieder von Wolf Biermann

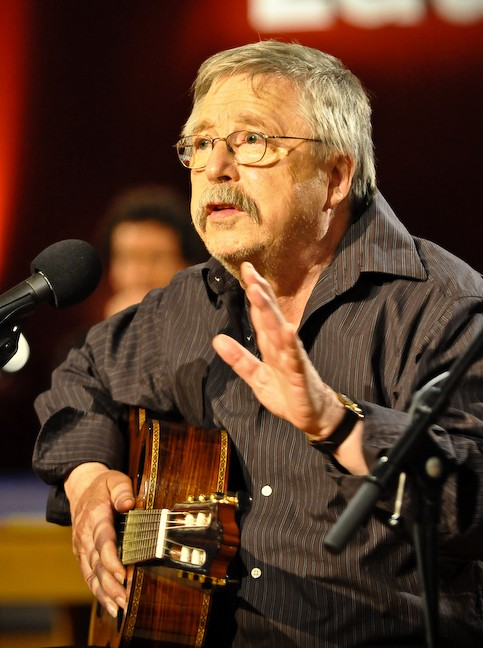
Wolf Biermann beim Dichtertreffen Lauter Lyrik, 16. November 2008

Die Liste der Lieder von Wolf Biermann ist eine Übersicht der Lieder des deutschen Liedermachers und Lyrikers Wolf Biermann.

## Hintergrund
Wolf Biermann, der als Sechzehnjähriger 1953 von Hamburg in die Deutsche Demokratische Republik übersiedelte, veröffentlicht seit 1960 Lieder und Gedichte. Seinen ersten Gastspielauftritt in der Bundesrepublik Deutschland hatte Biermann 1964. Im April 1965 trat er mit seinen Liedern in einem Kabarett-Programm von Wolfgang Neuss in Frankfurt am Main auf, dessen Aufnahme noch 1965 als LP unter dem Titel Wolf Biermann (Ost) zu Gast bei Wolfgang Neuss (West) bei Philips Records erschien. Es war Biermanns erste Schallplattenveröffentlichung. Im selben Jahr veröffentlichte Biermann den Lyrikband Die Drahtharfe im Westberliner Verlag Klaus Wagenbach.
Im Dezember 1965 verhängte das 11. Plenum des ZK der SED ein totales Auftritts- und Publikationsverbot in der DDR gegen ihn. Nachdem Biermann in dem Bemühen, eine Veröffentlichung seiner Lieder auf dem DDR-Plattenlabel Amiga nicht auf immer unmöglich zu machen, über Jahre hinweg auf Schallplatten-Veröffentlichungen in der Bundesrepublik verzichtet hatte, erschienen 1968 vier seiner Lieder unter dem Titel Vier neue Lieder und 1969 seine erste eigene Langspielplatte Chausseestraße 131 bei Wagenbachs Quartplatte. Es folgten die Schallplatten Warte nicht auf beßre Zeiten (1973),  Aah-Ja! (1974), Liebeslieder (1975) und Es gibt ein Leben vor dem Tod (1976), alle veröffentlicht bei CBS Records. 1976 wurde Wolf Biermann nach einer Konzerttour in der Bundesrepublik Deutschland die Wiedereinreise in die DDR verweigert und er wurde ausgebürgert. Die Ausbürgerung Wolf Biermanns löste in Ost- und Westdeutschland breite Proteste aus.
In der Bundesrepublik Deutschland schrieb Biermann zahlreiche neue Lieder, beteiligte sich an der Friedensbewegung, engagierte sich gegen die Planung der Anlagen für die Lagerung von Atommüll in Gorleben, gab zahlreiche Konzerte und veröffentlichte mit Der Friedensclown - Lieder für Menschenkinder (1977), Das geht sein' sozialistischen Gang (1977), Trotz Alledem! (1978), Hälfte des Lebens (1979), Eins in die Fresse, mein Herzblatt (1980), Wir müssen vor Hoffnung verrückt sein (1982), Im Hamburger Federbett (Oder der Schlaf der Vernunft bringt Ungeheuer hervor) (1983), Die Welt ist schön (1985), Seelengeld (1986), VEB (Volkseigener Biermann) (1988) und Gut Kirschenessen (DDR - Ça Ira!) (1990) zahlreiche Schallplatten und CDs bei den Plattenlabels CBS Records, Musikant und Electrola.
Am 24. Oktober 1989 sagte Wolf Biermann der Bürgerrechtlerin Bärbel Bohley auf deren Einladung einen Auftritt bei der Demonstration auf dem Berliner Alexanderplatz am 4. November zu; die DDR-Behörden verweigerten ihm jedoch die Einreise. Erst am 1. Dezember 1989 durfte Biermann zu einem Konzert in den Leipziger Messehallen wieder in die DDR einreisen. Das Konzert wurde erstmals sowohl im bundesdeutschen als auch im DDR-Fernsehen live übertragen.
Seit der Wiedervereinigung veröffentlicht Biermann seine Schallplatten und CDs im eigenen Plattenlabel Wolf Biermann Lieder Produktion Altona. Erschienen sind bisher die Schallplatten und CDs Nur wer sich ändert – Alter Biermann – Neue Lieder (1991), Süßes Leben – Saures Leben (1996), Es Gibt Ein Leben Vor Dem Tod (1996), Paradies Uff Erden (Ein Berliner Bilderbogen) (1999), Brecht, deine Nachgeborenen (1999), Ermutigung im Steinbruch der Zeit (2001), Großer Gesang des Jizchak Katzenelson vom ausgerotteten jüdischen Volk (2004), Hänschen-klein ging allein … Konzert in der Gedenkstätte Bautzener Strasse am 5.12.2004 (2005), Heimkehr nach Berlin Mitte (2007), In diesem Lande leben wir (2011) und zusammen mit Pamela Biermann Ach, die erste Liebe … (2013) und … Paar eckige Runden drehn! (2016). Bei Zweitausendeins erschien 2005 außerdem die Schallplatte/CD Das Ist Feinste Liebeskunst: Shakespeare – Sonette – Ein Liederzyklus.

## Struktur der Übersicht
Die Übersicht listet:
- alle selbst geschriebenen Lieder, die Wolf Biermann aufgenommen hat (siehe Kategorie: eigener Song)
- alle Coversongs, die Wolf Biermann aufgenommen hat (siehe Kategorie: Coversong)
- alle Coversongs, die Wolf Biermann ins Deutsche übertragen und aufgenommen hat (siehe Kategorie: Coversong (ins Deutsche übertragen))
- alle Instrumentals, die Wolf Biermann aufgenommen hat (siehe Kategorie: Instrumental)

Gelistet werden außerdem:
- alle Gedichte, die Wolf Biermann aufgenommen hat (siehe Kategorie: eigenes Gedicht)
- alle auf Tonträger veröffentlichten Lesungen von Wolf Biermann (siehe Kategorie: Lesung)
- alle auf Tonträger von Wolf Biermann vorgetragene Einführungen, Überleitungen und Moderationen (siehe Kategorie: eigener Text)

Gelistet wird die erste Veröffentlichung eines Liedes bzw. Textes.

## Übersicht
| Liedtitel                                                                               | Liedanfang                                                           | Liedtexter                              | Album                                                                                   | Veröffent-lichungsjahr | Kategorie                           | Weitere Informationen |
| --------------------------------------------------------------------------------------- | -------------------------------------------------------------------- | --------------------------------------- | --------------------------------------------------------------------------------------- | ---------------------- | ----------------------------------- | --- |
| Aah – Ja!                                                                               | „Die Finsterlinge – na grade die! …“                                 | Wolf Biermann                           | Aah – Ja!                                                                               | 1974                   | Eigener Song                        | bei CBS veröffentlicht |
| Aber Küssen                                                                             | „…“                                                                  | Wolf Biermann                           | Die Welt ist schön                                                                      | 1985                   | Eigener Song                        | bei Musikant veröffentlicht |
| Aber vorher                                                                             | „…“                                                                  | Wolf Biermann                           | Im Hamburger Federbett (oder der Schlaf der Vernunft bringt Ungeheuer hervor)           | 1983                   | Eigener Song                        | bei Musikant veröffentlicht |
| Abrahams Söhne                                                                          | „…“                                                                  | Wolf Biermann                           | Heimkehr nach Berlin Mitte                                                              | 2007                   | Eigener Song                        | bei Wolf Biermann Lieder Produktion Altona veröffentlicht                                                                                  |
| Ach die erste Liebe                                                                     | „…“                                                                  | Wolf Biermann                           | Die Welt ist schön                                                                      | 1985                   | Eigener Song                        | bei Musikant veröffentlicht; Musik von Bulat Shalvovich Okudzhava                                                                          |
| Ach Freund, geht es Dir nicht auch so                                                   | „…“                                                                  | Wolf Biermann                           | In diesem Lande leben wir (Sololieder - Chorwerke)                                      | 2011                   | Eigener Text                        | bei Wolf Biermann Lieder Produktion Altona veröffentlicht; Wolf Biermann mit dem Chamber Choir of Europe – Leitung Gunnar Eriksson         |
| Ach Stuttgart, du Nasse, du Schöne                                                      | „…“                                                                  | Wolf Biermann                           | Trotz Alledem!                                                                          | 1978                   | Eigener Song                        | bei CBS veröffentlicht |
| Acht Argumente für die Beibehaltung des Namens „Stalinallee“ für die Stalinallee        | „Es steht in Berlin eine Straße …“                                   | Wolf Biermann                           | Der Biermann kommt (Unveröffentlichte Biermann-Songs)                                   | 1970                   | Eigener Song                        | Niederländische Schwarzpressung von Tonbandaufnahmen aus der Mitte der sechziger Jahre                                                     |
| Adieu, Berlin                                                                           | „…“                                                                  | Wolf Biermann                           | Paradies Uff Erden (Ein Berliner Bilderbogen)                                           | 1999                   | Eigener Song                        | bei Wolf Biermann Lieder Produktion Altona veröffentlicht                                                                                  |
| Alter Kommunist F.                                                                      | „…“                                                                  | Wolf Biermann                           | Hälfte des Lebens                                                                       | 1979                   | Eigener Song                        | bei CBS veröffentlicht |
| Am Alex an der Weltzeituhr                                                              | „…“                                                                  | Wolf Biermann                           | Paradies Uff Erden (Ein Berliner Bilderbogen)                                           | 1999                   | Eigener Song                        | bei Wolf Biermann Lieder Produktion Altona veröffentlicht                                                                                  |
| Am Brandenburger Tor                                                                    | „…“                                                                  | Wolf Biermann                           | In diesem Lande leben wir (Sololieder - Chorwerke)                                      | 2011                   | Eigener Song                        | bei Wolf Biermann Lieder Produktion Altona veröffentlicht; Wolf Biermann mit dem Chamber Choir of Europe – Leitung Gunnar Eriksson         |
| Am Grunde der Moldau                                                                    | „Am Grunde der Moldau wandern die Steine …“                          | Bertolt Brecht                          | Brecht, deine Nachgeborenen                                                             | 1999                   | Coversong                           | bei Wolf Biermann Lieder Produktion Altona veröffentlicht; Musik von Hanns Eisler                                                          |
| An die Nachgeborenen                                                                    | „Wirklich, ich lebe in finsteren Zeiten! …“                          | Bertolt Brecht                          | Brecht, deine Nachgeborenen                                                             | 1999                   | Lesung                              | bei Wolf Biermann Lieder Produktion Altona veröffentlicht; Originalstimme von Bertolt Brecht und teilweise Lesung von Wolf Biermann        |
| André François, der Friedensclown                                                       | „…“                                                                  | Wolf Biermann                           | Der Friedensclown                                                                       | 1977                   | Eigener Song                        | bei CBS veröffentlicht |
| Anmut sparet nicht noch Mühe                                                            | „Anmut sparet nicht noch Mühe …“                                     | Bertolt Brecht                          | Brecht, deine Nachgeborenen                                                             | 1999                   | Coversong                           | bei Wolf Biermann Lieder Produktion Altona veröffentlicht; Musik von Hanns Eisler                                                          |
| Apfelböck oder die Lilie auf dem Felde                                                  | „Im milden Lichte Jakob Apfelböck …“                                 | Bertolt Brecht                          | Brecht, deine Nachgeborenen                                                             | 1999                   | Coversong                           | bei Wolf Biermann Lieder Produktion Altona veröffentlicht; Musik von Wolf Biermann                                                         |
| Arbeitslos (Schöner Mai in Duisburg)                                                    | „Arbeitslos - das ist das Wahre …“                                   | Wolf Biermann                           | Wir müssen vor Hoffnung verrückt sein                                                   | 1982                   | Eigener Song                        | bei Musikant veröffentlicht |
| Armer Teufel                                                                            | „…“                                                                  | Wolf Biermann                           | Nur wer sich ändert – Alter Biermann – Neue Lieder                                      | 1991                   | Eigener Song                        | bei Wolf Biermann Lieder Produktion Altona veröffentlicht                                                                                  |
| Asyl für den Türken                                                                     | „…“                                                                  | Fuat Saka                               | Seelengeld                                                                              | 1986                   | Coversong (ins Deutsche übertragen) | bei Musikant veröffentlicht; Musik von Friedrich Silcher                                                                                   |
| Auf dem Friedhof am Montmartre                                                          | „Auf dem Friedhof von Montmartre, weint sich aus der Winterhimmel …“ | Wolf Biermann                           | Hälfte des Lebens                                                                       | 1979                   | Eigener Song                        | bei CBS veröffentlicht |
| Aus der Traum? Quatsch aus der Traum!                                                   | „…“                                                                  | Wolf Biermann                           | Im Hamburger Federbett (oder der Schlaf der Vernunft bringt Ungeheuer hervor)           | 1983                   | Eigener Song                        | bei Musikant veröffentlicht |
| Ballade auf den Dichter François Villon                                                 | „Mein großer Bruder Franz Villon …“                                  | Wolf Biermann                           | Chausseestraße 131                                                                      | 1969                   | Eigener Song                        | bei Wagenbach veröffentlicht |
| Ballade für einen wirklich tief besorgten Freund                                        | „Und wusch ich mit Liedern …“                                        | Wolf Biermann                           | Warte nicht auf beßre Zeiten                                                            | 1973                   | Eigener Song                        | bei CBS veröffentlicht |
| Ballade für Eva-Marie, für die aus'm Osten                                              | „So wie das Gestirn, ohne Hast, ohne Rast …“                         | Wolf Biermann                           | Seelengeld                                                                              | 1986                   | Eigener Song                        | bei Musikant veröffentlicht |
| Ballade gegen die Verleumder                                                            | „…“                                                                  | Wolf Biermann                           | Seelengeld                                                                              | 1986                   | Eigener Song                        | bei Musikant veröffentlicht |
| Ballade vom Bauern, vom Bullen und vom Rucksackbullen                                   | „…“                                                                  | Wolf Biermann                           | Der Biermann kommt (Unveröffentlichte Biermann-Songs)                                   | 1970                   | Eigener Song                        | Niederländische Schwarzpressung von Tonbandaufnahmen aus der Mitte der sechziger Jahre                                                     |
| Ballade vom Briefträger William L. Moore                                                | „Sonntag, da ruhte William L. Moore …“                               | Manfred Krug                            | VEBiermann (Uralte Lieder Vom Jungen Wolf)                                              | 1988                   | Coversong                           | bei EMI Electrola veröffentlicht |
| Ballade vom Drainnageleger Fredi Roßmeisl                                               | „Das ist die Ballade von Fredi Roßmeisl …“                           | Wolf Biermann                           | Wolf Biermann (Ost) zu Gast bei Wolfgang Neuss (West)                                   | 1965                   | Eigener Song                        | bei Philips veröffentlicht |
| Ballade vom Fernlastfahrer Bruno                                                        | „Der Nebel steht …“                                                  | Wolf Biermann                           | VEBiermann (Uralte Lieder Vom Jungen Wolf)                                              | 1988                   | Eigener Song                        | bei EMI Electrola veröffentlicht |
| Ballade vom gut Kirschenessen                                                           | „Ich hatte im Halbschlaf heute früh …“                               | Wolf Biermann                           | Gut Kirschenessen (DDR - Ça Ira!)                                                       | 1990                   | Eigener Song                        | bei Electrola veröffentlicht |
| Ballade vom letzten Wunsch eines alten Zirkuspferds                                     | „…“                                                                  | Wolf Biermann                           | Seelengeld                                                                              | 1986                   | Eigener Song                        | bei Musikant veröffentlicht |
| Ballade vom Mann                                                                        | „…“                                                                  | Wolf Biermann                           | Brecht, deine Nachgeborenen                                                             | 1999                   | Eigener Song                        | bei Wolf Biermann Lieder Produktion Altona veröffentlicht                                                                                  |
| Ballade vom Mann, der sich eigenhändig beide Beine abhackte                             | „…“                                                                  | Wolf Biermann                           | Der Biermann kommt (Unveröffentlichte Biermann-Songs)                                   | 1970                   | Eigener Song                        | Niederländische Schwarzpressung von Tonbandaufnahmen aus der Mitte der sechziger Jahre                                                     |
| Ballade vom Panzersoldat und vom Mädchen                                                | „Da war einmal ein Panzersoldat …“                                   | Wolf Biermann                           | VEBiermann (Uralte Lieder Vom Jungen Wolf)                                              | 1988                   | Eigener Song                        | bei EMI Electrola veröffentlicht |
| Ballade vom preußischen Ikarus                                                          | „Da, wo die Friedrichstraße sacht …“                                 | Wolf Biermann                           | Das geht sein' sozialistischen Gang                                                     | 1977                   | Eigener Song                        | bei CBS veröffentlicht |
| Ballade vom Prügelkriegen                                                               | „In den letzten vier fünf Jahren …“                                  | Wolf Biermann                           | Der Biermann kommt (Unveröffentlichte Biermann-Songs)                                   | 1970                   | Eigener Song                        | Niederländische Schwarzpressung von Tonbandaufnahmen aus der Mitte der sechziger Jahre                                                     |
| Ballade vom Traktoristen Kalle mit'm steifen Bein                                       | „In Prenzlau gibt’s ein Lied …“                                      | Wolf Biermann                           | Der Biermann kommt (Unveröffentlichte Biermann-Songs)                                   | 1970                   | Eigener Song                        | Niederländische Schwarzpressung von Tonbandaufnahmen aus der Mitte der sechziger Jahre                                                     |
| Ballade von dem Mädchen mit dem sehr roten Kleid                                        | „…“                                                                  | Wolf Biermann                           | Der Biermann kommt (Unveröffentlichte Biermann-Songs)                                   | 1970                   | Eigener Song                        | Niederländische Schwarzpressung von Tonbandaufnahmen aus der Mitte der sechziger Jahre                                                     |
| Ballade von den drei Partisanen                                                         | „…“                                                                  | Wolf Biermann                           | Im Hamburger Federbett (oder der Schlaf der Vernunft bringt Ungeheuer hervor)           | 1983                   | Eigener Song                        | bei Musikant veröffentlicht |
| Ballade von den Männern vonner Müllabfuhr                                               | „Die Nacht, als er große Schneeflocken trieb …“                      | Wolf Biermann                           | VEBiermann (Uralte Lieder Vom Jungen Wolf)                                              | 1988                   | Eigener Song                        | bei EMI Electrola veröffentlicht |
| Ballade von den Spaniern im Dresdener Exil                                              | „…“                                                                  | Wolf Biermann                           | Es gibt ein Leben vor dem Tod                                                           | 1976                   | Eigener Song                        | bei CBS veröffentlicht |
| Ballade von den verdorbenen Greisen                                                     | „Hey Krenz, du fröhlicher kalter Krieger …“                          | Wolf Biermann                           | Gut Kirschenessen (DDR - Ça Ira!)                                                       | 1990                   | Eigener Song                        | bei Electrola veröffentlicht |
| Ballade von der alten Stadt Lassan                                                      | „…“                                                                  | Wolf Biermann                           | Das geht sein' sozialistischen Gang                                                     | 1977                   | Eigener Song                        | bei CBS veröffentlicht |
| Ballade von der Buckower Süßkirschenzeit                                                | „Die kleine Kammer unterm Dach …“                                    | Wolf Biermann                           | Wolf Biermann (Ost) zu Gast bei Wolfgang Neuss (West)                                   | 1965                   | Eigener Song                        | bei Philips veröffentlicht |
| Ballade von der Elbe bei Hamburg                                                        | „…“                                                                  | Wolf Biermann                           | Süßes Leben – Saures Leben                                                              | 1996                   | Eigener Song                        | bei Wolf Biermann Lieder Produktion Altona veröffentlicht                                                                                  |
| Ballade von Jan Gat                                                                     | „…“                                                                  | Wolf Biermann                           | Gut Kirschenessen (DDR - Ça Ira!)                                                       | 1990                   | Eigener Song                        | bei Electrola veröffentlicht |
| Ballade von Leipzig nach Köln                                                           | „Zur Messe in Leipzig ein Kaufmann aus Köln …“                       | Wolf Biermann                           | VEBiermann (Uralte Lieder Vom Jungen Wolf)                                              | 1988                   | Eigener Song                        | bei EMI Electrola veröffentlicht |
| Ballade zur Beachtung der Begleitumstände beim Tode von Despoten                        | „…“                                                                  | Wolf Biermann                           | Es gibt ein Leben vor dem Tod                                                           | 1976                   | Eigener Song                        | bei CBS veröffentlicht |
| Bedenkelied                                                                             | „…“                                                                  | Wolf Biermann                           | Es gibt ein Leben vor dem Tod                                                           | 1976                   | Eigener Song                        | bei CBS veröffentlicht |
| Begrüßungs-Conference                                                                   | „Fett votre Jöh …“                                                   | Wolf Biermann                           | Wolf Biermann (Ost) zu Gast bei Wolfgang Neuss (West)                                   | 1965                   | Eigener Song                        | bei Philips veröffentlicht |
| Bei Flut                                                                                | „Bei Flut …“                                                         | Wolf Biermann                           | Und als ich von Deutschland nach Deutschland                                            | 1980                   | Eigener Song                        | bei SR International veröffentlicht |
| Bei mir biste schejn …                                                                  | „Of all the boys I’ve known, and I’ve known some …“                  | Jacob Jacobs                            | Ach, die erste Liebe …                                                                  | 2013                   | Coversong                           | bei Wolf Biermann Lieder Produktion Altona veröffentlicht; Wolf Biermann mit Pamela Biermann; Musik von Sholom Secunda                     |
| Beim Lesen des Horaz                                                                    | „…“                                                                  | Bertolt Brecht                          | Hälfte des Lebens                                                                       | 1979                   | Coversong                           | bei CBS veröffentlicht; Musik von Wolf Biermann                                                                                            |
| Berlin, Berlin, Berlin, Berlin                                                          | „…“                                                                  | Wolf Biermann                           | Ermutigung im Steinbruch der Zeit                                                       | 2001                   | Eigener Song                        | bei Wolf Biermann Lieder Produktion Altona veröffentlicht                                                                                  |
| Berliner Liedchen                                                                       | „Der Westn is besser …“                                              | Wolf Biermann                           | Gut Kirschenessen (DDR - Ça Ira!)                                                       | 1990                   | Eigener Song                        | bei Electrola veröffentlicht |
| Berlin, du deutsche deutsche Frau                                                       | „Berlin, du deutsche deutsche Frau …“                                | Wolf Biermann                           | VEBiermann (Uralte Lieder Vom Jungen Wolf)                                              | 1988                   | Eigener Song                        | bei EMI Electrola veröffentlicht |
| Bilanzballade im dreißigsten Jahr                                                       | „Nun bin ich dreißig Jahre alt …“                                    | Wolf Biermann                           | Warte nicht auf beßre Zeiten                                                            | 1973                   | Eigener Song                        | bei CBS veröffentlicht |
| Bilanzballade im 11. Jahr                                                               | „Nun bin ich dreißig Jahre alt …“                                    | Wolf Biermann                           | Hänschen-klein ging allein … Konzert in der Gedenkstätte Bautzener Strasse am 5.12.2004 | 2005                   | Eigener Song                        | bei Wolf Biermann Lieder Produktion Altona veröffentlicht                                                                                  |
| Bildnis eines alten Dichters                                                            | „…“                                                                  | Wolf Biermann                           | Heimkehr nach Berlin Mitte                                                              | 2007                   | Eigener Song                        | bei Wolf Biermann Lieder Produktion Altona veröffentlicht                                                                                  |
| Bildnis einer jungen Frau                                                               | „Ich weiß, wo ich herkomm und weiß auch, wo ich bin …“               | Wolf Biermann                           | Nur wer sich ändert – Alter Biermann – Neue Lieder                                      | 1991                   | Eigener Song                        | bei Wolf Biermann Lieder Produktion Altona veröffentlicht; Musik: Traditional                                                              |
| Bildnis eines alten Mannes                                                              | „…“                                                                  | Hans Sahl                               | Nur wer sich ändert – Alter Biermann – Neue Lieder                                      | 1991                   | Coversong                           | bei Wolf Biermann Lieder Produktion Altona veröffentlicht; Musik von Wolf Biermann                                                         |
| Bin mager nun und fühle mich                                                            | „Das ist mal so mit mir …“                                           | Wolf Biermann                           | Liebeslieder                                                                            | 1975                   | Eigener Song                        | bei CBS veröffentlicht |
| Blaublümeleinwelt                                                                       | „…“                                                                  | Nils Ferlin                             | Ach, die erste Liebe …                                                                  | 2013                   | Coversong (ins Deutsche übertragen) | bei Wolf Biermann Lieder Produktion Altona veröffentlicht; Wolf Biermann mit Pamela Biermann; Musik von Lille Bror Söderlundh              |
| Blaues Tüchlein                                                                         | „…“                                                                  | Wolf Biermann                           | Süßes Leben – Saures Leben                                                              | 1996                   | Eigener Song                        | bei Wolf Biermann Lieder Produktion Altona veröffentlicht                                                                                  |
| Brecht, deine Nachgeborenen                                                             | „…“                                                                  | Wolf Biermann                           | Brecht, deine Nachgeborenen                                                             | 1999                   | Eigenes Gedicht                     | bei Wolf Biermann Lieder Produktion Altona veröffentlicht                                                                                  |
| Brecht mal ganz auf unserer Seite                                                       | „…“                                                                  | Wolf Biermann                           | Brecht, deine Nachgeborenen                                                             | 1999                   | Eigener Text                        | bei Wolf Biermann Lieder Produktion Altona veröffentlicht                                                                                  |
| Brechts Frauen und das Problem mit den Tantiemen                                        | „…“                                                                  | Wolf Biermann                           | Brecht, deine Nachgeborenen                                                             | 1999                   | Eigener Text                        | bei Wolf Biermann Lieder Produktion Altona veröffentlicht                                                                                  |
| Calypso                                                                                 | „Ich sach Dir, ich war’n Dreikäsehoch …“                             | Traditional                             | Die Welt ist schön                                                                      | 1985                   | Eigener Song                        | bei Musikant veröffentlicht |
| Casus Belli                                                                             | „…“                                                                  | Wolf Biermann                           | Hänschen-klein ging allein … Konzert in der Gedenkstätte Bautzener Strasse am 5.12.2004 | 2005                   | Eigener Song                        | bei Wolf Biermann Lieder Produktion Altona veröffentlicht                                                                                  |
| Chile (Ballade Vom Kameramann)                                                          | „Genossen! Nun sagt was! …“                                          | Wolf Biermann                           | Chile                                                                                   | 1973                   | Eigener Song                        | CBS Single 1903 |
| Coda: Schweigen In Zürich                                                               |                                                                      |                                         | Großer Gesang des Jizchak Katzenelson vom ausgerotteten jüdischen Volk                  | 2004                   | Lesung                              | bei Wolf Biermann Lieder Produktion Altona veröffentlicht; Schweigeminute nach der Lesung                                                  |
| Collage Frankfurter Rundschau                                                           | „…“                                                                  | Wolf Biermann                           | Trotz Alledem!                                                                          | 1978                   | Eigener Song                        | bei CBS veröffentlicht |
| Commandante Che Guevara                                                                 | „Uns bleibt, was gut war und klar war: …“                            | Wolf Biermann                           | Chile                                                                                   | 1973                   | Coversong (ins Deutsche übertragen) | CBS Single 1903; Originallied von Carlos Puebla                                                                                            |
| Cor Ne Edito                                                                            | „…“                                                                  | Wolf Biermann                           | Gut Kirschenessen (DDR - Ça Ira!)                                                       | 1990                   | Eigener Song                        | bei Electrola veröffentlicht |
| Das Barlach-Lied                                                                        | „Ach Mutter, mach die Fenster zu …“                                  | Wolf Biermann                           | Chausseestraße 131                                                                      | 1969                   | Eigener Song                        | bei Wagenbach veröffentlicht; |
| Das Ende                                                                                | „…“                                                                  | Jizchak Katzenelson                     | Großer Gesang des Jizchak Katzenelson vom ausgerotteten jüdischen Volk                  | 2004                   | Lesung                              | bei Wolf Biermann Lieder Produktion Altona veröffentlicht                                                                                  |
| Das Familienbad (Die Ballade vom biederen Familienvater)                                | „…“                                                                  | Wolf Biermann                           | Wolf Biermann (Ost) zu Gast bei Wolfgang Neuss (West)                                   | 1965                   | Eigener Song                        | bei Philips veröffentlicht |
| Das Franco-Lied                                                                         | „…“                                                                  | Wolf Biermann                           | Es gibt ein Leben vor dem Tod                                                           | 1976                   | Eigener Song                        | bei CBS veröffentlicht |
| Das Frühstück                                                                           | „Ich bring noch das Salz! …“                                         | Wolf Biermann                           | Liebeslieder                                                                            | 1975                   | Eigener Song                        | bei CBS veröffentlicht |
| Das geht sein' sozialistischen Gang                                                     | „…“                                                                  | Wolf Biermann                           | Das geht sein' sozialistischen Gang                                                     | 1977                   | Eigener Song                        | bei CBS veröffentlicht |
| Das Herz vom Prenzlberg                                                                 | „…“                                                                  | Wolf Biermann                           | Paradies Uff Erden (Ein Berliner Bilderbogen)                                           | 1999                   | Eigener Song                        | bei Wolf Biermann Lieder Produktion Altona veröffentlicht                                                                                  |
| Das Hölderlin-Lied                                                                      | „In diesem Lande leben wir …“                                        | Wolf Biermann                           | Aah – Ja!                                                                               | 1974                   | Eigener Song                        | bei CBS veröffentlicht |
| Das kann doch nicht alles gewesen sein                                                  | „Das kann doch nicht alles gewesen sein …“                           | Wolf Biermann                           | Das geht sein' sozialistischen Gang                                                     | 1977                   | Eigener Song                        | bei CBS veröffentlicht; weiterer Name des Titels: Lied vom donnernden Leben                                                                |
| Das Kälbchen                                                                            | „Krümmt ein Kalb sich auf dem Karren …“                              | Wolf Biermann                           |                                                                                         |                        | Eigener Song                        | |
| Das Kunze-Lied                                                                          | „…“                                                                  | Wolf Biermann                           | Das geht sein' sozialistischen Gang                                                     | 1977                   | Eigener Song                        | bei CBS veröffentlicht |
| Das Land Ist still – noch                                                               | „…“                                                                  | Wolf Biermann                           | Das geht sein' sozialistischen Gang                                                     | 1977                   | Eigener Song                        | bei CBS veröffentlicht |
| Das Leipziger Konzert Dezember 1989                                                     | „…“                                                                  | Wolf Biermann                           | Hänschen-klein ging allein … Konzert in der Gedenkstätte Bautzener Strasse am 5.12.2004 | 2005                   |                                     | bei Wolf Biermann Lieder Produktion Altona veröffentlicht                                                                                  |
| Das Lieben                                                                              | „…“                                                                  | Alexander Herbrich und Heinar Kipphardt | Hälfte des Lebens                                                                       | 1979                   | Coversong                           | bei CBS veröffentlicht; Musik von Wolf Biermann                                                                                            |
| Das macht mich populär                                                                  | „Warum die Götter grad' Berlin …“                                    | Wolf Biermann                           | Aah – Ja!                                                                               | 1974                   | Eigener Song                        | bei CBS veröffentlicht; weiterer Titel des Songs: Die Populärballade                                                                       |
| Das mit den Männern                                                                     | „…“                                                                  | Wolf Biermann                           | Die Welt ist schön                                                                      | 1985                   | Eigener Song                        | bei Musikant veröffentlicht |
| Das Märchen von dem Mädchen mit dem Holzbein                                            | „…“                                                                  | Wolf Biermann                           | Der Friedensclown                                                                       | 1977                   | Eigener Song                        | bei CBS veröffentlicht |
| Das Schlimme ist nicht                                                                  | „…“                                                                  | Jürgen Fuchs                            | Hälfte des Lebens                                                                       | 1979                   | Coversong                           | bei CBS veröffentlicht; Musik von Wolf Biermann                                                                                            |
| Das Schweigen                                                                           | „…“                                                                  | Alexander Herbrich und Heinar Kipphardt | Hälfte des Lebens                                                                       | 1979                   | Coversong                           | bei CBS veröffentlicht; Musik von Wolf Biermann                                                                                            |
| David und Goliath                                                                       | „…“                                                                  | Wolf Biermann                           | Süßes Leben – Saures Leben                                                              | 1996                   | Eigener Song                        | bei Wolf Biermann Lieder Produktion Altona veröffentlicht                                                                                  |
| Den Haien entrann ich                                                                   | „…“                                                                  | Bertolt Brecht                          | Hälfte des Lebens                                                                       | 1979                   | Coversong                           | bei CBS veröffentlicht; Musik von Wolf Biermann                                                                                            |
| Der alte Pierre geruht, es ihr zu sagen                                                 | „…“                                                                  | Wolf Biermann                           | Wir müssen vor Hoffnung verrückt sein                                                   | 1982                   | Eigener Song                        | bei Musikant veröffentlicht |
| Der Alte sprach zur Alten                                                               | „…“                                                                  | Wolf Biermann                           | Der Friedensclown                                                                       | 1977                   | Eigener Song                        | bei CBS veröffentlicht |
| Der Alte von Blohm & Voss                                                               | „…“                                                                  | Wolf Biermann                           | Eins in die Fresse, mein Herzblatt                                                      | 1980                   | Eigener Song                        | bei CBS veröffentlicht |
| Der Brecht war keine Hofschranze                                                        | „…“                                                                  | Wolf Biermann                           | Brecht, deine Nachgeborenen                                                             | 1999                   | Eigener Text                        | bei Wolf Biermann Lieder Produktion Altona veröffentlicht                                                                                  |
| Der Brecht war schlau!!!! ach soooo schlau!                                             | „…“                                                                  | Wolf Biermann                           | Brecht, deine Nachgeborenen                                                             | 1999                   | Eigener Text                        | bei Wolf Biermann Lieder Produktion Altona veröffentlicht                                                                                  |
| Der Deserteur                                                                           | „Monsieur le Président …“                                            | Boris Vian                              | Im Hamburger Federbett (oder der Schlaf der Vernunft bringt Ungeheuer hervor)           | 1983                   | Coversong (ins Deutsche übertragen) | bei Musikant veröffentlicht; Originallied von Boris Vian                                                                                   |
| Der Funktionär                                                                          | „Unser Sekretär ist gut …“                                           | Wolf Biermann                           | Der Biermann kommt (Unveröffentlichte Biermann-Songs)                                   | 1970                   | Eigener Song                        | Niederländische Schwarzpressung von Tonbandaufnahmen aus der Mitte der sechziger Jahre                                                     |
| Der gute Bruch in Brechts Leben                                                         | „…“                                                                  | Wolf Biermann                           | Brecht, deine Nachgeborenen                                                             | 1999                   | Eigener Text                        | bei Wolf Biermann Lieder Produktion Altona veröffentlicht                                                                                  |
| Der Hausarzt                                                                            | „Unser Hausarzt hat 'ne Praxis …“                                    | Wolf Biermann                           | Der Biermann kommt (Unveröffentlichte Biermann-Songs)                                   | 1970                   | Eigener Song                        | Niederländische Schwarzpressung von Tonbandaufnahmen aus der Mitte der sechziger Jahre                                                     |
| Der Herbst hat seinen Herbst                                                            | „…“                                                                  | Wolf Biermann                           | Eins in die Fresse, mein Herzblatt                                                      | 1980                   | Eigener Song                        | bei CBS veröffentlicht |
| Der Hugenottenfriedhof                                                                  | „Wir gehn manchmal zwanzig Minuten …“                                | Wolf Biermann                           | Warte nicht auf beßre Zeiten                                                            | 1973                   | Eigener Song                        | bei CBS veröffentlicht |
| Der Leierkastenmann                                                                     | „…“                                                                  | Wolf Biermann                           | Süßes Leben – Saures Leben                                                              | 1996                   | Eigener Song                        | bei Wolf Biermann Lieder Produktion Altona veröffentlicht                                                                                  |
| Der liebe Gott, mein liebes Kind                                                        | „…“                                                                  | Wolf Biermann                           | Hänschen-klein ging allein … Konzert in der Gedenkstätte Bautzener Strasse am 5.12.2004 | 2005                   | Eigener Song                        | bei Wolf Biermann Lieder Produktion Altona veröffentlicht                                                                                  |
| Der nette fette Vater                                                                   | „…“                                                                  | Wolf Biermann                           | Der Friedensclown                                                                       | 1977                   | Eigener Song                        | bei CBS veröffentlicht |
| Der Schläfer im Tal                                                                     | „…“                                                                  | Arthur Rimbaud                          | Im Hamburger Federbett (oder der Schlaf der Vernunft bringt Ungeheuer hervor)           | 1983                   | Coversong (ins Deutsche übertragen) | bei Musikant veröffentlicht; Musik von Wolf Biermann                                                                                       |
| Der schlechte Ruf                                                                       | „…“                                                                  | Georges Brassens                        | Ach, die erste Liebe …                                                                  | 2013                   | Coversong (ins Deutsche übertragen) | bei Wolf Biermann Lieder Produktion Altona veröffentlicht; Wolf Biermann mit Pamela Biermann; Originaltext und Musik von Georges Brassens  |
| Der Schnee                                                                              | „…“                                                                  | Alexander Herbrich und Heinar Kipphardt | Hälfte des Lebens                                                                       | 1979                   | Coversong                           | bei CBS veröffentlicht; Musik von Wolf Biermann                                                                                            |
| Der schwarze Pleitegeier                                                                | „Der schwarze Pleitegeier mit den roten Krallen …“                   | Wolf Biermann                           | Liebeslieder                                                                            | 1975                   | Eigener Song                        | bei CBS veröffentlicht |
| Der Tantenmörder                                                                        | „…“                                                                  | Frank Wedekind                          | Brecht, deine Nachgeborenen                                                             | 1999                   | Coversong                           | bei Wolf Biermann Lieder Produktion Altona veröffentlicht; Musik von Wolf Biermann                                                         |
| Der Verkehrspolizist                                                                    | „An der Kreuzung in dem kleinen …“                                   | Wolf Biermann                           | Der Biermann kommt (Unveröffentlichte Biermann-Songs)                                   | 1970                   | Eigener Song                        | Niederländische Schwarzpressung von Tonbandaufnahmen aus der Mitte der sechziger Jahre                                                     |
| Der wilde Wein                                                                          | „…“                                                                  | Helga M. Novak                          | Hälfte des Lebens                                                                       | 1979                   | Coversong                           | bei CBS veröffentlicht; Musik von Wolf Biermann                                                                                            |
| Der Wolf über Hirten und Schafe                                                         | „…“                                                                  | Wolf Biermann                           | Hänschen-klein ging allein … Konzert in der Gedenkstätte Bautzener Strasse am 5.12.2004 | 2005                   | Eigener Song                        | bei Wolf Biermann Lieder Produktion Altona veröffentlicht                                                                                  |
| Der 1. Dorfmai                                                                          | „Der Erste Mai ist schön …“                                          | Wolf Biermann                           | VEBiermann (Uralte Lieder Vom Jungen Wolf)                                              | 1988                   | Eigener Song                        | bei EMI Electrola veröffentlicht |
| Der 1. Stadmai                                                                          | „Himmelblauer Vogelhimmel …“                                         | Wolf Biermann                           | VEBiermann (Uralte Lieder Vom Jungen Wolf)                                              | 1988                   | Eigener Song                        | bei EMI Electrola veröffentlicht |
| Des Volkes Blut                                                                         | „…“                                                                  | Rosa Luxemburg                          | Im Hamburger Federbett (oder der Schlaf der Vernunft bringt Ungeheuer hervor)           | 1983                   | Eigener Song                        | bei Musikant veröffentlicht; Musik: Traditional aus Polen                                                                                  |
| Deutsches Wanderlied                                                                    | „…“                                                                  | Wolf Biermann                           | Eins in die Fresse, mein Herzblatt                                                      | 1980                   | Eigener Song                        | bei CBS veröffentlicht |
| Deutschland im Herbst                                                                   | „Was wird bloß aus unsern Träumen? …“                                | Wolf Biermann                           |                                                                                         |                        | Eigener Song                        | |
| Deutschland, meine Trauer                                                               | „…“                                                                  | Bertolt Brecht                          | Brecht, deine Nachgeborenen                                                             | 1999                   | Coversong                           | bei Wolf Biermann Lieder Produktion Altona veröffentlicht; Musik von Hanns Eisler                                                          |
| Deutschland – Ein Wintermärchen (1. Kapitel)                                            | „Im deutschen Dezember floß die Spree …“                             | Wolf Biermann                           | Chausseestraße 131                                                                      | 1969                   | Eigener Song                        | bei Wagenbach veröffentlicht; weiterer Titel de Songs Villon in Deutschland: Wintermärchen                                                 |
| Deutschland - Ein Wintermärchen (Fortsetzung)                                           | „Ich dachte auch kurz an meinen Cousin …“                            | Wolf Biermann                           | Chausseestraße 131                                                                      | 1969                   | Eigener Song                        | bei Wagenbach veröffentlicht |
| Deutsches Miserere                                                                      | „Eines schönen Tages befahlen uns unsre Obern …“                     | Bertolt Brecht                          | Trotz Alledem!                                                                          | 1978                   | Coversong                           | bei CBS veröffentlicht; Musik von Hanns Eisler                                                                                             |
| Dideldumm                                                                               | „…“                                                                  | Wolf Biermann                           | Nur wer sich ändert – Alter Biermann – Neue Lieder                                      | 1991                   | Eigener Song                        | bei Wolf Biermann Lieder Produktion Altona veröffentlicht                                                                                  |
| Die alten Weiber von Buckow                                                             | „Die alten Weiber von Buckow …“                                      | Wolf Biermann                           | VEBiermann (Uralte Lieder Vom Jungen Wolf)                                              | 1988                   | Eigener Song                        | bei EMI Electrola veröffentlicht |
| Die Bibel-Ballade                                                                       | „Die roten Fahnen hingen alle grau und krank …“                      | Wolf Biermann                           | Liebeslieder                                                                            | 1975                   | Eigener Song                        | bei CBS veröffentlicht |
| Die Elbe bei Brockdorf mit Meleken                                                      | „…“                                                                  | Wolf Biermann                           | Süßes Leben – Saures Leben                                                              | 1996                   | Eigener Song                        | bei Wolf Biermann Lieder Produktion Altona veröffentlicht                                                                                  |
| Die Elbe bei Dresden                                                                    | „In Dresden, da steht ja die Elbe so still …“                        | Wolf Biermann                           | Liebeslieder                                                                            | 1975                   | Eigener Song                        | bei CBS veröffentlicht |
| Die Ersten                                                                              | „…“                                                                  | Jizchak Katzenelson                     | Großer Gesang des Jizchak Katzenelson vom ausgerotteten jüdischen Volk                  | 2004                   | Lesung                              | bei Wolf Biermann Lieder Produktion Altona veröffentlicht                                                                                  |
| Die Frauen von Cua                                                                      | „…“                                                                  | Ernesto Cardenal                        | Im Hamburger Federbett (oder der Schlaf der Vernunft bringt Ungeheuer hervor)           | 1983                   | Coversong (ins Deutsche übertragen) | bei Musikant veröffentlicht; Musik von Carlos Mejía Godoy                                                                                  |
| Die grüne Schwemme                                                                      | „Jetzt wird mir leicht …“                                            | Wolf Biermann                           | Der Biermann kommt (Unveröffentlichte Biermann-Songs)                                   | 1970                   | Eigener Song                        | Niederländische Schwarzpressung von Tonbandaufnahmen aus der Mitte der sechziger Jahre                                                     |
| Die hab ich satt!                                                                       | „Die kalten Frauen, die mich streicheln …“                           | Wolf Biermann                           | Chausseestraße 131                                                                      | 1969                   | Eigener Song                        | bei Wagenbach veröffentlicht |
| Die Herren Generale                                                                     | „…“                                                                  | Ernst Busch                             | Es gibt ein Leben vor dem Tod                                                           | 1976                   | Eigener Song                        | bei CBS veröffentlicht; Musik: spanisches Volkslied                                                                                        |
| Die Karyatiden                                                                          | „…“                                                                  | Wolf Biermann                           | Hälfte des Lebens                                                                       | 1979                   | Eigener Song                        | bei CBS veröffentlicht |
| Die Mainacht                                                                            | „…“                                                                  | Wolf Biermann                           | Wir müssen vor Hoffnung verrückt sein                                                   | 1982                   | Eigener Song                        | bei Musikant veröffentlicht |
| Die Milastraße                                                                          | „…“                                                                  | Jizchak Katzenelson                     | Großer Gesang des Jizchak Katzenelson vom ausgerotteten jüdischen Volk                  | 2004                   | Lesung                              | bei Wolf Biermann Lieder Produktion Altona veröffentlicht                                                                                  |
| Die Mutter Erde geht schwanger                                                          | „…“                                                                  | Wolf Biermann                           | Und als ich von Deutschland nach Deutschland                                            | 1980                   | Eigener Song                        | bei SR International veröffentlicht |
| Die Oberen reden vom Frieden                                                            | „…“                                                                  | Bertolt Brecht                          | Eins in die Fresse, mein Herzblatt                                                      | 1980                   | Coversong                           | bei CBS veröffentlicht; Musik von Wolf Biermann                                                                                            |
| Die Spatzen vom Wachtelhügel                                                            | „…“                                                                  | Wolf Biermann                           | Wir müssen vor Hoffnung verrückt sein                                                   | 1982                   | Eigener Song                        | bei Musikant veröffentlicht |
| Die Stasi-Ballade                                                                       | „Menschlich fühl' ich mich verbunden …“                              | Wolf Biermann                           | Aah – Ja!                                                                               | 1974                   | Eigener Song                        | bei CBS veröffentlicht |
| Die Stasi: Schwert und Schild der Partei                                                | „…“                                                                  | Wolf Biermann                           | Hänschen-klein ging allein … Konzert in der Gedenkstätte Bautzener Strasse am 5.12.2004 | 2005                   |                                     | bei Wolf Biermann Lieder Produktion Altona veröffentlicht                                                                                  |
| Die Verkäuferin                                                                         | „Die Verkäuferin im Konsum …“                                        | Wolf Biermann                           | Der Biermann kommt (Unveröffentlichte Biermann-Songs)                                   | 1970                   | Eigener Song                        | Niederländische Schwarzpressung von Tonbandaufnahmen aus der Mitte der sechziger Jahre                                                     |
| Die West-Marie In Ostberlin                                                             | „…“                                                                  | Wolf Biermann                           | Ermutigung im Steinbruch der Zeit                                                       | 2001                   | Eigener Song                        | bei Wolf Biermann Lieder Produktion Altona veröffentlicht                                                                                  |
| Die Wolkenschiffe                                                                       | „…“                                                                  | Jürgen Rennert                          | Hälfte des Lebens                                                                       | 1979                   | Coversong                           | bei CBS veröffentlicht; Musik von Wolf Biermann                                                                                            |
| Die Zeit der Kirschen                                                                   | „…“                                                                  | Jean-Baptiste Clément                   | Seelengeld                                                                              | 1986                   | Coversong (ins Deutsche übertragen) | bei Musikant veröffentlicht; Musik von Antoine Renard                                                                                      |
| Drei hungrige Kerle                                                                     | „…“                                                                  | Traditional                             | Der Friedensclown                                                                       | 1977                   | Coversong                           | bei CBS veröffentlicht |
| Drei Jahre nach seinem Tode                                                             | „…“                                                                  | Wolf Biermann                           | Brecht, deine Nachgeborenen                                                             | 1999                   | Eigener Song                        | bei Wolf Biermann Lieder Produktion Altona veröffentlicht                                                                                  |
| Drei Kugeln auf Rudi Dutschke                                                           | „Drei Kugeln auf Rudi Dutschke …“                                    | Wolf Biermann                           | 4 Neue Lieder                                                                           | 1968                   | Eigener Song                        | bei Wagenbach veröffentlichte EP |
| Drei Walfänger aus Kapstadt                                                             | „…“                                                                  | Wolf Biermann                           | Süßes Leben – Saures Leben                                                              | 1996                   | Eigener Song                        | bei Wolf Biermann Lieder Produktion Altona veröffentlicht                                                                                  |
| Du rote Anna vom Kinderhaus                                                             | „…“                                                                  | Wolf Biermann                           | Eins in die Fresse, mein Herzblatt                                                      | 1980                   | Eigener Song                        | bei CBS veröffentlicht |
| Ein neues Lied, ein bessres Lied                                                        | „Ein neues Lied, ein bess'res Lied …“                                | Heinrich Heine                          | Seelengeld                                                                              | 1986                   | Coversong                           | bei Musikant veröffentlicht |
| Ein Weib                                                                                | „…“                                                                  | Heinrich Heine                          | Hälfte des Lebens                                                                       | 1979                   | Coversong                           | bei CBS veröffentlicht; Musik von Wolf Biermann                                                                                            |
| Einschlaf- und Aufwachlied                                                              | „Schlaf ein, mein Lieb, sonst ist die Nacht …“                       | Wolf Biermann                           | Liebeslieder                                                                            | 1975                   | Eigener Song                        | bei CBS veröffentlicht |
| Enfant Perdu                                                                            | „Der kleine Flori Have- …“                                           | Wolf Biermann                           | Warte nicht auf beßre Zeiten                                                            | 1973                   | Eigener Song                        | bei CBS veröffentlicht |
| Entreè                                                                                  |                                                                      | Wolf Biermann                           | Brecht, deine Nachgeborenen                                                             | 1999                   | Instrumental                        | bei Wolf Biermann Lieder Produktion Altona veröffentlicht                                                                                  |
| Epilog: Über die erste Lesung im Kibuz                                                  | „…“                                                                  | Wolf Biermann                           | Großer Gesang des Jizchak Katzenelson vom ausgerotteten jüdischen Volk                  | 2004                   | Eigener Text                        | bei Wolf Biermann Lieder Produktion Altona veröffentlicht                                                                                  |
| Episode: Marek Edelman in Lodz                                                          | „…“                                                                  | Jizchak Katzenelson                     | Großer Gesang des Jizchak Katzenelson vom ausgerotteten jüdischen Volk                  | 2004                   | Lesung                              | bei Wolf Biermann Lieder Produktion Altona veröffentlicht                                                                                  |
| Er kam mit dem Wind                                                                     | „…“                                                                  | Wolf Biermann                           | Süßes Leben – Saures Leben                                                              | 1996                   | Eigener Song                        | bei Wolf Biermann Lieder Produktion Altona veröffentlicht                                                                                  |
| Ermutigung                                                                              | „Du, lass dich nicht verhärten …“                                    | Wolf Biermann                           | 4 Neue Lieder                                                                           | 1968                   | Eigener Song                        | bei Wagenbach veröffentlichte EP; weiterer Titel des Songs: Du, lass dich nicht verhärten                                                  |
| Ernst Thälmann                                                                          | „…“                                                                  | Wolf Biermann                           | Der Biermann kommt (Unveröffentlichte Biermann-Songs)                                   | 1970                   | Eigener Song                        | Niederländische Schwarzpressung von Tonbandaufnahmen aus der Mitte der sechziger Jahre                                                     |
| Espadrillos                                                                             | „…“                                                                  | Wolf Biermann                           | Heimkehr nach Berlin Mitte                                                              | 2007                   | Eigener Song                        | bei Wolf Biermann Lieder Produktion Altona veröffentlicht                                                                                  |
| Es fiel ein Reif in der Frühlingsnacht                                                  | „Es fiel ein Reif in der Frühlingsnacht …“                           | Anton Wilhelm von Zuccalmaglio          | … Paar Eckige Runden Drehn!                                                             | 2016                   | Coversong                           | bei Wolf Biermann Lieder Produktion Altona veröffentlicht; Wolf Biermann, Pamela Biermann und ZentralQuartett; Musik: Traditional          |
| Es gibt ein Leben vor dem Tod                                                           | „Jesus, der große Schmerzensmann …“                                  | Wolf Biermann                           | Es gibt ein Leben vor dem Tod                                                           | 1976                   | Eigener Song                        | bei CBS veröffentlicht |
| Es ist ein Schnee gefallen                                                              | „Es ist ein Schnee gefallen …“                                       | Anonym / 15. Jahrhundert                | Im Hamburger Federbett (oder der Schlaf der Vernunft bringt Ungeheuer hervor)           | 1983                   | Coversong                           | bei Musikant veröffentlicht; Musik von Wolf Biermann                                                                                       |
| Es senkt das deutsche Dunkel …                                                          | „Es senkt das deutsche Dunkel …“                                     | Wolf Biermann                           | 4 Neue Lieder                                                                           | 1968                   | Eigener Song                        | bei Wagenbach veröffentlichte EP |
| Es war der Schnee, der Schnee                                                           | „…“                                                                  | Wolf Biermann                           | Im Hamburger Federbett (oder der Schlaf der Vernunft bringt Ungeheuer hervor)           | 1983                   | Eigener Song                        | bei Musikant veröffentlicht |
| Eutiner Elegie                                                                          | „…“                                                                  | Wolf Biermann                           | Eins in die Fresse, mein Herzblatt                                                      | 1980                   | Eigener Song                        | bei CBS veröffentlicht |
| Exil nach dem Exil                                                                      | „…“                                                                  | Wolf Biermann                           | Hänschen-klein ging allein … Konzert in der Gedenkstätte Bautzener Strasse am 5.12.2004 | 2005                   | Eigener Song                        | bei Wolf Biermann Lieder Produktion Altona veröffentlicht                                                                                  |
| Fällt mir der Himmel auf den Kopf                                                       | „Fällt mir der Himmel auf den Kopf …“                                | Wolf Biermann                           | VEBiermann (Uralte Lieder Vom Jungen Wolf)                                              | 1988                   | Eigener Song                        | bei EMI Electrola veröffentlicht |
| Fallen die Blätter der Rose                                                             | „Fallen die Blätter der Rose …“                                      | Wolf Biermann                           | VEBiermann (Uralte Lieder Vom Jungen Wolf)                                              | 1988                   | Eigener Song                        | bei EMI Electrola veröffentlicht |
| Flori Have                                                                              | „…“                                                                  | Wolf Biermann                           | Das geht sein' sozialistischen Gang                                                     | 1977                   | Eigener Song                        | bei CBS veröffentlicht |
| Frau Brecht                                                                             | „Herr Brecht aus Augsburg schrieb …“                                 | Wolf Biermann                           | Der Biermann kommt (Unveröffentlichte Biermann-Songs)                                   | 1970                   | Eigener Song                        | Niederländische Schwarzpressung von Tonbandaufnahmen aus der Mitte der sechziger Jahre                                                     |
| Herr Brecht                                                                             | „Drei Jahre nach seinem Tode ging Herr Brecht …“                     | Wolf Biermann                           | VEBiermann (Uralte Lieder Vom Jungen Wolf)                                              | 1988                   | Eigener Song                        | bei EMI Electrola veröffentlicht |
| Freunde, was erwartet ihr                                                               | „…“                                                                  | Peter Paul Zahl                         | Hälfte des Lebens                                                                       | 1979                   | Coversong                           | bei CBS veröffentlicht; Musik von Wolf Biermann                                                                                            |
| Fritz Cremer, Bronze: der Aufsteigende                                                  | „…“                                                                  | Wolf Biermann                           | Das geht sein' sozialistischen Gang                                                     | 1977                   | Eigener Song                        | bei CBS veröffentlicht |
| Frühjahrslied der Eisenbahnerin                                                         | „Schreit der Bauch der Stadt nach mehr …“                            | Wolf Biermann                           | Der Friedensclown                                                                       | 1977                   | Eigener Song                        | bei CBS veröffentlicht |
| Frühling auf dem Mont-Klamott                                                           | „Der Winter lag im Sterben, wir lebten immer noch …“                 | Wolf Biermann                           | Chausseestraße 131                                                                      | 1969                   | Eigener Song                        | bei Wagenbach veröffentlicht |
| Für einen faulen Fan                                                                    | „Tief bewegt sein ist was schönes …“                                 | Wolf Biermann                           | Eins in die Fresse, mein Herzblatt                                                      | 1980                   | Eigener Song                        | bei CBS veröffentlicht |
| Gebet einer Frau                                                                        | „…“                                                                  | Erzsébet Lónyay                         | Hälfte des Lebens                                                                       | 1979                   | Coversong                           | bei CBS veröffentlicht; Musik von Wolf Biermann                                                                                            |
| Gedicht des Liedermachers                                                               | „…“                                                                  | Wolf Biermann                           | Brecht, deine Nachgeborenen                                                             | 1999                   | Eigenes Gedicht                     | bei Wolf Biermann Lieder Produktion Altona veröffentlicht                                                                                  |
| Gegen die Objektiven                                                                    | „Wenn die Bekämpfer des Unrechts …“                                  | Bertolt Brecht                          | Trotz Alledem!                                                                          | 1978                   | Coversong                           | bei CBS veröffentlicht; Musik von Wolf Biermann                                                                                            |
| Geile Spießer                                                                           | „…“                                                                  | Georges Brassens                        | Ach, die erste Liebe …                                                                  | 2013                   | Coversong (ins Deutsche übertragen) | bei Wolf Biermann Lieder Produktion Altona veröffentlicht; Wolf Biermann mit Pamela Biermann; Originaltext und -musik von Georges Brassens |
| Gemütlicher Faschismus                                                                  | „…“                                                                  | Wolf Biermann                           | Eins in die Fresse, mein Herzblatt                                                      | 1980                   | Eigener Song                        | bei CBS veröffentlicht |
| Genosse Julian Grimau                                                                   | „…“                                                                  | Wolf Biermann                           | Es gibt ein Leben vor dem Tod                                                           | 1976                   | Eigener Song                        | bei CBS veröffentlicht |
| Gesamtdeutscher Strauß                                                                  | „…“                                                                  | Wolf Biermann                           | Eins in die Fresse, mein Herzblatt                                                      | 1980                   | Eigener Song                        | bei CBS veröffentlicht |
| Gesang für meine Genossen                                                               | „…“                                                                  | Wolf Biermann                           | Im Hamburger Federbett (oder der Schlaf der Vernunft bringt Ungeheuer hervor)           | 1983                   | Eigener Song                        | bei Musikant veröffentlicht |
| Gitarren-Vorspiel                                                                       |                                                                      | Wolf Biermann                           | Eins in die Fresse, mein Herzblatt                                                      | 1980                   | Instrumental                        | bei CBS veröffentlicht |
| Glückliche Liebe                                                                        | „Die Kraft nicht, noch die Schwäche …“                               | Louis Aragon                            | Wir müssen vor Hoffnung verrückt sein                                                   | 1982                   | Coversong (ins Deutsche übertragen) | bei Musikant veröffentlicht; Musik von Georges Brassens                                                                                    |
| Gorleben soll Leben                                                                     | „…“                                                                  | Wolf Biermann                           | Trotz Alledem!                                                                          | 1978                   | Eigener Song                        | bei CBS veröffentlicht |
| Grauer Vogel                                                                            | „…“                                                                  | Nils Ferlin                             | Ach, die erste Liebe …                                                                  | 2013                   | Coversong (ins Deutsche übertragen) | bei Wolf Biermann Lieder Produktion Altona veröffentlicht; Wolf Biermann mit Pamela Biermann; Musik von Lille Bror Söderlundh              |
| Gräber                                                                                  | „Auf Kreta fand ich ein' Friedhof …“                                 | Wolf Biermann                           | Gut Kirschenessen (DDR - Ça Ira!)                                                       | 1990                   | Eigener Song                        | bei Electrola veröffentlicht |
| Groß Manne – Klein Manne                                                                | „…“                                                                  | Wolf Biermann                           | Der Friedensclown                                                                       | 1977                   | Eigener Song                        | bei CBS veröffentlicht |
| Große Ermutigung                                                                        | „Du, mein Freund, dir kann ich sagen …“                              | Wolf Biermann                           | Aah – Ja!                                                                               | 1974                   | Eigener Song                        | bei CBS veröffentlicht |
| Großer Segeltörn                                                                        | „…“                                                                  | Wolf Biermann                           | Wir müssen vor Hoffnung verrückt sein                                                   | 1982                   | Eigener Song                        | bei Musikant veröffentlicht |
| Großes Gebet der alten Kommunistin Oma Meume in Hamburg                                 | „Gott, lieber Gott im Himmel, hör mich beten …“                      | Wolf Biermann                           | Chausseestraße 131                                                                      | 1969                   | Eigener Song                        | bei Wagenbach veröffentlicht |
| Grünes Gegengedicht                                                                     | „…“                                                                  | Wolf Biermann                           | Eins in die Fresse, mein Herzblatt                                                      | 1980                   | Eigener Song                        | bei CBS veröffentlicht |
| Gutn Morgn, Erster Mai!                                                                 | „…“                                                                  | Wolf Biermann                           | Der Friedensclown                                                                       | 1977                   | Eigener Song                        | bei CBS veröffentlicht |
| Hanseatische Idylle                                                                     | „…“                                                                  | Wolf Biermann                           | Trotz Alledem!                                                                          | 1978                   | Eigener Song                        | bei CBS veröffentlicht |
| Hausrecht In Dachau                                                                     | „…“                                                                  | Wolf Biermann                           | Eins in die Fresse, mein Herzblatt                                                      | 1980                   | Eigener Song                        | bei CBS veröffentlicht |
| Hälfte des Lebens                                                                       | „Mit gelben Birnen hänget …“                                         | Friedrich Hölderlin                     | Hälfte des Lebens                                                                       | 1979                   | Coversong                           | bei CBS veröffentlicht; Musik von Wolf Biermann                                                                                            |
| Hänschen-klein ging allein …                                                            | „…“                                                                  | Wolf Biermann                           | Hänschen-klein ging allein … Konzert in der Gedenkstätte Bautzener Strasse am 5.12.2004 | 2005                   |                                     | bei Wolf Biermann Lieder Produktion Altona veröffentlicht                                                                                  |
| Heimat                                                                                  | „…“                                                                  | Wolf Biermann                           | Heimkehr nach Berlin Mitte                                                              | 2007                   | Eigener Song                        | bei Wolf Biermann Lieder Produktion Altona veröffentlicht                                                                                  |
| Heimkehr                                                                                | „…“                                                                  | Wolf Biermann                           | Heimkehr nach Berlin Mitte                                                              | 2007                   | Eigener Song                        | bei Wolf Biermann Lieder Produktion Altona veröffentlicht                                                                                  |
| Heimspiel                                                                               | „…“                                                                  | Wolf Biermann                           | Eins in die Fresse, mein Herzblatt                                                      | 1980                   | Eigener Song                        | bei CBS veröffentlicht |
| Heimweh                                                                                 | „…“                                                                  | Wolf Biermann                           | Heimkehr nach Berlin Mitte                                                              | 2007                   | Eigener Song                        | bei Wolf Biermann Lieder Produktion Altona veröffentlicht                                                                                  |
| Helsinki                                                                                | „…“                                                                  | Wolf Biermann                           | Heimkehr nach Berlin Mitte                                                              | 2007                   | Eigener Song                        | bei Wolf Biermann Lieder Produktion Altona veröffentlicht                                                                                  |
| Herr Brecht                                                                             | „Drei Jahre nach seinem Tode ging Herr Brecht …“                     | Wolf Biermann                           | Der Biermann kommt (Unveröffentlichte Biermann-Songs)                                   | 1970                   | Eigener Song                        | Niederländische Schwarzpressung von Tonbandaufnahmen aus der Mitte der sechziger Jahre                                                     |
| Himmel Hölle Erde                                                                       | „…“                                                                  | Wolf Biermann                           | Die Welt ist schön                                                                      | 1985                   | Eigener Song                        | bei Musikant veröffentlicht |
| Hochwasser in Paris                                                                     | „…“                                                                  | Wolf Biermann                           | Süßes Leben – Saures Leben                                                              | 1996                   | Eigener Song                        | bei Wolf Biermann Lieder Produktion Altona veröffentlicht                                                                                  |
| Hofhund und Papagei                                                                     | „…“                                                                  | Traditional                             | Der Friedensclown                                                                       | 1977                   | Coversong                           | bei CBS veröffentlicht |
| Ich bin der Weggehetzte                                                                 | „…“                                                                  | Bernd Jentzsch                          | Hälfte des Lebens                                                                       | 1979                   | Coversong                           | bei CBS veröffentlicht; Musik von Wolf Biermann                                                                                            |
| Ich bin meiner Mutter ihr einzig Kind                                                   | „…“                                                                  | Robert Burns                            | Ach, die erste Liebe …                                                                  | 2013                   | Coversong (ins Deutsche übertragen) | bei Wolf Biermann Lieder Produktion Altona veröffentlicht; Wolf Biermann mit Pamela Biermann; Originaltext von Robert Burns                |
| Ich Glückskind                                                                          | „…“                                                                  | Wolf Biermann                           | In diesem Lande leben wir (Sololieder - Chorwerke)                                      | 2011                   | Eigener Song                        | bei Wolf Biermann Lieder Produktion Altona veröffentlicht; Wolf Biermann mit dem Chamber Choir of Europe – Leitung Gunnar Eriksson         |
| Ich hab die ganze Nacht vertan                                                          | „Ich hab die ganze Nacht vertan …“                                   | Wolf Biermann                           | VEBiermann (Uralte Lieder Vom Jungen Wolf)                                              | 1988                   | Eigener Song                        | bei EMI Electrola veröffentlicht |
| Ich hatte es auch schon halb vergessen                                                  | „…“                                                                  | Wolf Biermann                           | Gut Kirschenessen (DDR - Ça Ira!)                                                       | 1990                   | Eigener Song                        | bei Electrola veröffentlicht |
| Ich ist ein anderer                                                                     | „…“                                                                  | Wolf Biermann                           | In diesem Lande leben wir (Sololieder - Chorwerke)                                      | 2011                   | Eigener Song                        | bei Wolf Biermann Lieder Produktion Altona veröffentlicht; Wolf Biermann mit dem Chamber Choir of Europe – Leitung Gunnar Eriksson         |
| Ich lag wohl                                                                            | „…“                                                                  | Wolf Biermann                           | Paradies Uff Erden (Ein Berliner Bilderbogen)                                           | 1999                   | Eigener Song                        | bei Wolf Biermann Lieder Produktion Altona veröffentlicht                                                                                  |
| Ich leb’ mein Leben, sagt Eva-Marie (Ballade vom wiederholten Abtreiben)                | „Als ich saß in meiner Mutter dunklem Bauch …“                       | Wolf Biermann                           | Und als ich von Deutschland nach Deutschland                                            | 1980                   | Eigener Song                        | bei SR International veröffentlicht |
| Ich möchte am liebsten weg sein – und bleibe am liebsten hier                           | „…“                                                                  | Wolf Biermann                           | Das geht sein' sozialistischen Gang                                                     | 1977                   | Eigener Song                        | bei CBS veröffentlicht |
| Ich möchte, wenns mich müdet                                                            | „…“                                                                  | Wolf Biermann                           | Nur wer sich ändert – Alter Biermann – Neue Lieder                                      | 1991                   | Eigener Song                        | bei Wolf Biermann Lieder Produktion Altona veröffentlicht                                                                                  |
| Ich träumte                                                                             | „Ich träumte …“                                                      | Günter Wallraff                         | Hälfte des Lebens                                                                       | 1979                   | Coversong                           | bei CBS veröffentlicht; Musik von Wolf Biermann                                                                                            |
| Ich wandte mich und sah                                                                 | „…“                                                                  | Traditional                             | Wir müssen vor Hoffnung verrückt sein                                                   | 1982                   | Coversong                           | bei Musikant veröffentlicht; Text aus dem alten Testament                                                                                  |
| Ich weiss, wo ich hingeh                                                                | „…“                                                                  | Traditional                             | Ach, die erste Liebe …                                                                  | 2013                   | Coversong                           | bei Wolf Biermann Lieder Produktion Altona veröffentlicht; Wolf Biermann mit Pamela Biermann                                               |
| Ick fahr nich an meine Wohnung vorbei!                                                  | „…“                                                                  | Wolf Biermann                           | Ermutigung im Steinbruch der Zeit                                                       | 2001                   | Eigener Song                        | bei Wolf Biermann Lieder Produktion Altona veröffentlicht                                                                                  |
| IG Metall-Trauerspiel                                                                   | „…“                                                                  | Wolf Biermann                           | Eins in die Fresse, mein Herzblatt                                                      | 1980                   | Eigener Song                        | bei CBS veröffentlicht |
| Ihr Tage meines Leids                                                                   | „…“                                                                  | Jizchak Katzenelson                     | Großer Gesang des Jizchak Katzenelson vom ausgerotteten jüdischen Volk                  | 2004                   | Lesung                              | bei Wolf Biermann Lieder Produktion Altona veröffentlicht                                                                                  |
| Im Haus zur ewigen Lampe                                                                | „…“                                                                  | Wolf Biermann                           | Paradies Uff Erden (Ein Berliner Bilderbogen)                                           | 1999                   | Eigener Song                        | bei Wolf Biermann Lieder Produktion Altona veröffentlicht                                                                                  |
| Im Languedoc                                                                            | „…“                                                                  | Wolf Biermann                           | Hänschen-klein ging allein … Konzert in der Gedenkstätte Bautzener Strasse am 5.12.2004 | 2005                   | Eigener Song                        | bei Wolf Biermann Lieder Produktion Altona veröffentlicht                                                                                  |
| Im Schilf auf die Schnelle                                                              | „…“                                                                  | Wolf Biermann                           | Nur wer sich ändert – Alter Biermann – Neue Lieder                                      | 1991                   | Eigener Song                        | bei Wolf Biermann Lieder Produktion Altona veröffentlicht                                                                                  |
| Im Steinbruch der Zeit                                                                  | „…“                                                                  | Wolf Biermann                           | Paradies Uff Erden (Ein Berliner Bilderbogen)                                           | 1999                   | Eigener Song                        | bei Wolf Biermann Lieder Produktion Altona veröffentlicht                                                                                  |
| Introduktion 1                                                                          | „…“                                                                  | Wolf Biermann                           | Brecht, deine Nachgeborenen                                                             | 1999                   | Eigener Text                        | bei Wolf Biermann Lieder Produktion Altona veröffentlicht                                                                                  |
| Introduktion 2                                                                          | „…“                                                                  | Wolf Biermann                           | Brecht, deine Nachgeborenen                                                             | 1999                   | Eigener Text                        | bei Wolf Biermann Lieder Produktion Altona veröffentlicht                                                                                  |
| Introduktion 3                                                                          | „…“                                                                  | Wolf Biermann                           | Brecht, deine Nachgeborenen                                                             | 1999                   | Eigener Text                        | bei Wolf Biermann Lieder Produktion Altona veröffentlicht                                                                                  |
| Introduktion 4                                                                          | „…“                                                                  | Wolf Biermann                           | Brecht, deine Nachgeborenen                                                             | 1999                   | Eigener Text                        | bei Wolf Biermann Lieder Produktion Altona veröffentlicht                                                                                  |
| In China hinter der Mauer                                                               | „Wo wird das Volk wie Vieh regiert …“                                | Wolf Biermann                           | Aah – Ja!                                                                               | 1974                   | Eigener Song                        | bei CBS veröffentlicht |
| In dem Tal dort am Rio Jarama                                                           | „…“                                                                  | Ernst Busch                             | Es gibt ein Leben vor dem Tod                                                           | 1976                   | Coversong                           | bei CBS veröffentlicht; Musik: Traditional                                                                                                 |
| In diesem Lande leben wir                                                               | „…“                                                                  | Wolf Biermann                           | In diesem Lande leben wir (Sololieder - Chorwerke)                                      | 2011                   | Eigener Song                        | bei Wolf Biermann Lieder Produktion Altona veröffentlicht; Wolf Biermann mit dem Chamber Choir of Europe – Leitung Gunnar Eriksson         |
| In Pankow anner Panke                                                                   | „…“                                                                  | Wolf Biermann                           | Paradies Uff Erden (Ein Berliner Bilderbogen)                                           | 1999                   | Eigener Song                        | bei Wolf Biermann Lieder Produktion Altona veröffentlicht                                                                                  |
| Jaramafront                                                                             | „Genossen im Graben, singt alle mit …“                               | David Martin / Ernst Busch              | Es gibt ein Leben vor dem Tod                                                           | 1976                   | Coversong                           | bei CBS veröffentlicht; Musik von Paul Douliez                                                                                             |
| Jetzt klagen sie gross über Terror                                                      | „…“                                                                  | Wolf Biermann                           | Trotz Alledem!                                                                          | 1978                   | Eigener Song                        | bei CBS veröffentlicht |
| Johnny, nun liegst du so da                                                             | „…“                                                                  | Traditional                             | Ach, die erste Liebe …                                                                  | 2013                   | Coversong                           | bei Wolf Biermann Lieder Produktion Altona veröffentlicht; Wolf Biermann mit Pamela Biermann                                               |
| Junger Soldat In Afghanistan                                                            | „…“                                                                  | Wolf Biermann                           | Nur wer sich ändert – Alter Biermann – Neue Lieder                                      | 1991                   | Eigener Song                        | bei Wolf Biermann Lieder Produktion Altona veröffentlicht                                                                                  |
| Jürgen Fuchs                                                                            | „…“                                                                  | Wolf Biermann                           | Paradies Uff Erden (Ein Berliner Bilderbogen)                                           | 1999                   | Eigener Song                        | bei Wolf Biermann Lieder Produktion Altona veröffentlicht                                                                                  |
| Kaddisch                                                                                | „…“                                                                  | Wolf Biermann                           | Nur wer sich ändert – Alter Biermann – Neue Lieder                                      | 1991                   | Eigener Song                        | bei Wolf Biermann Lieder Produktion Altona veröffentlicht                                                                                  |
| Kaminfeuer in Paris                                                                     | „Mit neuen Freunden saß ich die Nacht …“                             | Wolf Biermann                           | Lieder vom preussischen Ikarus                                                          | 1999                   | Eigener Song                        | bei Wolf Biermann Lieder Produktion Altona veröffentlicht                                                                                  |
| Keine Party ohne Biermann                                                               | „Keine Party ohne Biermann …“                                        | Wolf Biermann                           | Wolf Biermann (Ost) zu Gast bei Wolfgang Neuss (West)                                   | 1965                   | Eigener Song                        | bei Philips veröffentlicht |
| Kinderhymne                                                                             | „Anmut sparet nicht noch Mühe …“                                     | Bertolt Brecht                          | Seelengeld                                                                              | 1986                   | Coversong                           | bei Musikant veröffentlicht; Musik von Hanns Eisler                                                                                        |
| Klein Abraham                                                                           | „…“                                                                  | Mordechaj Gebirtig                      | Ach, die erste Liebe …                                                                  | 2013                   | Coversong                           | bei Wolf Biermann Lieder Produktion Altona veröffentlicht; Wolf Biermann mit Pamela Biermann                                               |
| Kleine Ermutigung                                                                       | „Ach verzagt nicht, Freunde …“                                       | Wolf Biermann                           | Aah – Ja!                                                                               | 1974                   | Eigener Song                        | bei CBS veröffentlicht |
| Kleines Lob des Maulkorbs                                                               | „…“                                                                  | Wolf Biermann                           | Brecht, deine Nachgeborenen                                                             | 1999                   | Eigener Text                        | bei Wolf Biermann Lieder Produktion Altona veröffentlicht                                                                                  |
| Kleinstadt-Sonntag                                                                      | „Geh’n wir mal hin? …“                                               | Wolf Biermann                           | Wolf Biermann (Ost) zu Gast bei Wolfgang Neuss (West)                                   | 1965                   | Eigener Song                        | bei Philips veröffentlicht |
| Knutsch-Ede                                                                             | „…“                                                                  | Wolf Biermann                           | Paradies Uff Erden (Ein Berliner Bilderbogen)                                           | 1999                   | Eigener Song                        | bei Wolf Biermann Lieder Produktion Altona veröffentlicht                                                                                  |
| Kohlen-Otto                                                                             | „…“                                                                  | Wolf Biermann                           | Paradies Uff Erden (Ein Berliner Bilderbogen)                                           | 1999                   | Eigener Song                        | bei Wolf Biermann Lieder Produktion Altona veröffentlicht                                                                                  |
| König Renaud                                                                            | „König Renaud, vom Krieg zurück kommt er …“                          | Traditional                             | Seelengeld                                                                              | 1986                   | Coversong                           | bei Musikant veröffentlicht; Musik: Wolf Biermann                                                                                          |
| Kuckuck Kuckuck                                                                         | „Und als ich mit dir lag …“                                          | Wolf Biermann                           | Liebeslieder                                                                            | 1975                   | Eigener Song                        | bei CBS veröffentlicht |
| Kunststück                                                                              | „Wenn ich mal heiß bin …“                                            | Wolf Biermann                           | Wolf Biermann (Ost) zu Gast bei Wolfgang Neuss (West)                                   | 1965                   | Eigener Song                        | bei Philips veröffentlicht |
| Lamento                                                                                 | „…“                                                                  | Wolf Biermann                           | Nur wer sich ändert – Alter Biermann – Neue Lieder                                      | 1991                   | Eigener Song                        | bei Wolf Biermann Lieder Produktion Altona veröffentlicht                                                                                  |
| La Douce France                                                                         | „…“                                                                  | Wolf Biermann                           | Heimkehr nach Berlin Mitte                                                              | 2007                   | Eigener Song                        | bei Wolf Biermann Lieder Produktion Altona veröffentlicht                                                                                  |
| Legende von Inge Müller                                                                 | „…“                                                                  | Wolf Biermann                           | Süßes Leben – Saures Leben                                                              | 1996                   | Eigener Song                        | bei Wolf Biermann Lieder Produktion Altona veröffentlicht                                                                                  |
| Lene Levis Fall in den Fluß                                                             | „…“                                                                  | Alfred Lichtenstein                     | Hälfte des Lebens                                                                       | 1979                   | Coversong                           | bei CBS veröffentlicht; Musik von Wolf Biermann                                                                                            |
| Lejbke                                                                                  | „…“                                                                  | Mordechaj Gebirtig                      | Ach, die erste Liebe …                                                                  | 2013                   | Coversong                           | bei Wolf Biermann Lieder Produktion Altona veröffentlicht; Wolf Biermann mit Pamela Biermann                                               |
| Liebesgedicht                                                                           | „…“                                                                  | Jizchak Katzenelson                     | Großer Gesang des Jizchak Katzenelson vom ausgerotteten jüdischen Volk                  | 2004                   | Lesung                              | bei Wolf Biermann Lieder Produktion Altona veröffentlicht                                                                                  |
| Liebespaar in politischer Landschaft                                                    | „…“                                                                  | Wolf Biermann                           | Hänschen-klein ging allein … Konzert in der Gedenkstätte Bautzener Strasse am 5.12.2004 | 2005                   | Eigener Song                        | bei Wolf Biermann Lieder Produktion Altona veröffentlicht                                                                                  |
| Lied auf das ehemalige Grenzgängerfreudenmädchen Garance                                | „…“                                                                  | Wolf Biermann                           | Der Biermann kommt (Unveröffentlichte Biermann-Songs)                                   | 1970                   | Eigener Song                        | Niederländische Schwarzpressung von Tonbandaufnahmen aus der Mitte der sechziger Jahre                                                     |
| Lied des Bundes                                                                         | „…“                                                                  | Traditional                             | Trotz Alledem!                                                                          | 1978                   | Coversong                           | bei CBS veröffentlicht |
| Lied für einen Genossen…                                                                | „…“                                                                  | Bertolt Brecht                          | Brecht, deine Nachgeborenen                                                             | 1999                   | Coversong                           | bei Wolf Biermann Lieder Produktion Altona veröffentlicht; Musik von Hanns Eisler                                                          |
| Lied für Jürgen Fuchs                                                                   | „…“                                                                  | Wolf Biermann                           | In diesem Lande leben wir (Sololieder - Chorwerke)                                      | 2011                   | Eigener Song                        | bei Wolf Biermann Lieder Produktion Altona veröffentlicht; Wolf Biermann mit dem Chamber Choir of Europe – Leitung Gunnar Eriksson         |
| Lied im Gefängnis zu singen                                                             | „Sie haben Gesetzbücher und Verordnungen …“                          | Bertolt Brecht                          | Brecht, deine Nachgeborenen                                                             | 1999                   | Coversong                           | bei Wolf Biermann Lieder Produktion Altona veröffentlicht; Musik von Hanns Eisler                                                          |
| Lied vom donnernden Leben                                                               | „Das kann doch nicht alles gewesen sein …“                           | Wolf Biermann                           | Lieder vom preussischen Ikarus                                                          | 1999                   | Eigener Song                        | bei Wolf Biermann Lieder Produktion Altona veröffentlicht                                                                                  |
| Lied vom roten Stein der Weisen                                                         | „…“                                                                  | Wolf Biermann                           | Es gibt ein Leben vor dem Tod                                                           | 1976                   | Eigener Song                        | bei CBS veröffentlicht |
| Lied von den bleibenden Werten                                                          | „Die großen Lügner, und was - na, was …“                             | Wolf Biermann                           | Warte nicht auf beßre Zeiten                                                            | 1973                   | Eigener Song                        | bei CBS veröffentlicht |
| Lied: Das 64. Sonett: Seitdem Ich Sah …                                                 | „…“                                                                  | William Shakespeare                     | Das Ist feinste Liebeskunst: Shakespeare – Sonette – Ein Liederzyklus                   | 2005                   | Lesung                              | bei Zweitausendeins veröffentlicht; Übersetzung von Wolf Biermann                                                                          |
| Lied: Es Brennt …                                                                       | „…“                                                                  | Mordechai Gebirtig                      | Großer Gesang des Jizchak Katzenelson vom ausgerotteten jüdischen Volk                  | 2004                   | Coversong                           | bei Wolf Biermann Lieder Produktion Altona veröffentlicht; Musik von Wolf Biermann                                                         |
| Lied: Margriten                                                                         | „…“                                                                  | Zalman Schneur                          | Großer Gesang des Jizchak Katzenelson vom ausgerotteten jüdischen Volk                  | 2004                   | Coversong                           | bei Wolf Biermann Lieder Produktion Altona veröffentlicht; Musik von Wolf Biermann                                                         |
| Lied: Nimm Mich …                                                                       | „…“                                                                  | Hayim Nahman Bialik                     | Großer Gesang des Jizchak Katzenelson vom ausgerotteten jüdischen Volk                  | 2004                   | Coversong                           | bei Wolf Biermann Lieder Produktion Altona veröffentlicht; Musik von Wolf Biermann                                                         |
| Lied: Shakespeare, Das 18. Sonett                                                       | „…“                                                                  | William Shakespeare                     | Das Ist feinste Liebeskunst: Shakespeare – Sonette – Ein Liederzyklus                   | 2005                   | Lesung                              | bei Zweitausendeins veröffentlicht; Übersetzung von Wolf Biermann                                                                          |
| Lied: Shakespeare, Das 20. Sonett                                                       | „…“                                                                  | William Shakespeare                     | Das Ist feinste Liebeskunst: Shakespeare – Sonette – Ein Liederzyklus                   | 2005                   | Lesung                              | bei Zweitausendeins veröffentlicht; Übersetzung von Wolf Biermann                                                                          |
| Lied: Shakespeare, Das 22. Sonett                                                       | „…“                                                                  | William Shakespeare                     | Das Ist feinste Liebeskunst: Shakespeare – Sonette – Ein Liederzyklus                   | 2005                   | Lesung                              | bei Zweitausendeins veröffentlicht; Übersetzung von Wolf Biermann                                                                          |
| Lied: Shakespeare, Das 60. Sonett                                                       | „…“                                                                  | William Shakespeare                     | Das Ist feinste Liebeskunst: Shakespeare – Sonette – Ein Liederzyklus                   | 2005                   | Lesung                              | bei Zweitausendeins veröffentlicht; Übersetzung von Wolf Biermann                                                                          |
| Lied: Shakespeare, Das 66. Sonett                                                       | „…“                                                                  | William Shakespeare                     | Das Ist feinste Liebeskunst: Shakespeare – Sonette – Ein Liederzyklus                   | 2005                   | Lesung                              | bei Zweitausendeins veröffentlicht; Übersetzung von Wolf Biermann                                                                          |
| Lied: Shakespeare, Das 71. Sonett                                                       | „…“                                                                  | William Shakespeare                     | Das Ist feinste Liebeskunst: Shakespeare – Sonette – Ein Liederzyklus                   | 2005                   | Lesung                              | bei Zweitausendeins veröffentlicht; Übersetzung von Wolf Biermann                                                                          |
| Lied: Shakespeare, Das 76. Sonett                                                       | „…“                                                                  | William Shakespeare                     | Das Ist feinste Liebeskunst: Shakespeare – Sonette – Ein Liederzyklus                   | 2005                   | Lesung                              | bei Zweitausendeins veröffentlicht; Übersetzung von Wolf Biermann                                                                          |
| Lied: Shakespeare, Das 90. Sonett                                                       | „…“                                                                  | William Shakespeare                     | Das Ist feinste Liebeskunst: Shakespeare – Sonette – Ein Liederzyklus                   | 2005                   | Lesung                              | bei Zweitausendeins veröffentlicht; Übersetzung von Wolf Biermann                                                                          |
| Lied: Shakespeare, Das 116. Sonett                                                      | „…“                                                                  | William Shakespeare                     | Das Ist feinste Liebeskunst: Shakespeare – Sonette – Ein Liederzyklus                   | 2005                   | Lesung                              | bei Zweitausendeins veröffentlicht; Übersetzung von Wolf Biermann                                                                          |
| Lied: Shakespeare, Das 130. Sonett                                                      | „…“                                                                  | William Shakespeare                     | Das Ist feinste Liebeskunst: Shakespeare – Sonette – Ein Liederzyklus                   | 2005                   | Lesung                              | bei Zweitausendeins veröffentlicht; Übersetzung von Wolf Biermann                                                                          |
| Lied: Shakespeare, Das 138. Sonett                                                      | „…“                                                                  | William Shakespeare                     | Das Ist feinste Liebeskunst: Shakespeare – Sonette – Ein Liederzyklus                   | 2005                   | Lesung                              | bei Zweitausendeins veröffentlicht; Übersetzung von Wolf Biermann                                                                          |
| Lob des Kommunismus                                                                     | „Er ist vernünftig, jeder versteht ihn. Er ist leicht …“             | Bertolt Brecht                          | Brecht, deine Nachgeborenen                                                             | 1999                   | Coversong                           | bei Wolf Biermann Lieder Produktion Altona veröffentlicht; Musik von Hanns Eisler                                                          |
| Lob des 11. Plenums der SED                                                             | „…“                                                                  | Wolf Biermann                           | Brecht, deine Nachgeborenen                                                             | 1999                   | Eigener Text                        | bei Wolf Biermann Lieder Produktion Altona veröffentlicht                                                                                  |
| Loreley – Die Rheinfahrt                                                                | „…“                                                                  | Wolf Biermann                           | Ermutigung im Steinbruch der Zeit                                                       | 2001                   | Eigener Song                        | bei Wolf Biermann Lieder Produktion Altona veröffentlicht                                                                                  |
| Mag sein, dass ich irre                                                                 | „…“                                                                  | Joseph Papiernikov                      | Trotz Alledem!                                                                          | 1978                   | Coversong                           | bei CBS veröffentlicht |
| Mama in Weißensee                                                                       | „…“                                                                  | Wolf Biermann                           | Paradies Uff Erden (Ein Berliner Bilderbogen)                                           | 1999                   | Eigener Song                        | bei Wolf Biermann Lieder Produktion Altona veröffentlicht                                                                                  |
| Marie A.                                                                                | „An jenem Tag im blauen Mond September …“                            | Bertolt Brecht                          | Brecht, deine Nachgeborenen                                                             | 1999                   | Coversong                           | bei Wolf Biermann Lieder Produktion Altona veröffentlicht: Musik von Hanns Eisler                                                          |
| Mädchen In Stuttgart                                                                    | „…“                                                                  | Wolf Biermann                           | Trotz Alledem!                                                                          | 1978                   | Eigener Song                        | bei CBS veröffentlicht |
| Mein Herz weiß alles besser                                                             | „…“                                                                  | Wolf Biermann                           | Die Welt ist schön                                                                      | 1985                   | Eigener Song                        | bei Musikant veröffentlicht |
| Mein Kietz                                                                              | „…“                                                                  | Wolf Biermann                           | Paradies Uff Erden (Ein Berliner Bilderbogen)                                           | 1999                   | Eigener Song                        | bei Wolf Biermann Lieder Produktion Altona veröffentlicht                                                                                  |
| Mein Liebchen ist noch halb ein Kind                                                    | „…“                                                                  | Robert Burns                            | Ach, die erste Liebe …                                                                  | 2013                   | Coversong (ins Deutsche übertragen) | bei Wolf Biermann Lieder Produktion Altona veröffentlicht; Wolf Biermann mit Pamela Biermann; Originaltext von Robert Burns                |
| Mein Problem mit dieser Akademie der Künste                                             | „…“                                                                  | Wolf Biermann                           | Brecht, deine Nachgeborenen                                                             | 1999                   | Eigener Text                        | bei Wolf Biermann Lieder Produktion Altona veröffentlicht                                                                                  |
| Mein Vaterland, mein Vaterland                                                          | „Mein Vaterland, mein Vaterland …“                                   | Wolf Biermann                           | VEBiermann (Uralte Lieder Vom Jungen Wolf)                                              | 1988                   | Eigener Song                        | bei EMI Electrola veröffentlicht |
| Meine Mietskasernenbraut                                                                | „…“                                                                  | Wolf Biermann                           | Der Biermann kommt (Unveröffentlichte Biermann-Songs)                                   | 1970                   | Eigener Song                        | Niederländische Schwarzpressung von Tonbandaufnahmen aus der Mitte der sechziger Jahre                                                     |
| Melancholie                                                                             | „…“                                                                  | Wolf Biermann                           | Gut Kirschenessen (DDR - Ça Ira!)                                                       | 1990                   | Eigener Song                        | bei Electrola veröffentlicht |
| Michail Gorbatschow                                                                     | „…“                                                                  | Wolf Biermann                           | Gut Kirschenessen (DDR - Ça Ira!)                                                       | 1990                   | Eigener Song                        | bei Electrola veröffentlicht |
| Mich wundert                                                                            | „…“                                                                  | Wolf Biermann                           | Ermutigung im Steinbruch der Zeit                                                       | 2001                   | Eigener Song                        | bei Wolf Biermann Lieder Produktion Altona veröffentlicht                                                                                  |
| Mimi mit die Kuschelmollis                                                              | „…“                                                                  | Wolf Biermann                           | Paradies Uff Erden (Ein Berliner Bilderbogen)                                           | 1999                   | Eigener Song                        | bei Wolf Biermann Lieder Produktion Altona veröffentlicht                                                                                  |
| Mir selber helfen kann ich nicht                                                        | „…“                                                                  | Wolf Biermann                           | Seelengeld                                                                              | 1986                   | Eigener Song                        | bei Musikant veröffentlicht |
| Mit Mimi am Zürichsee                                                                   | „…“                                                                  | Wolf Biermann                           | Süßes Leben – Saures Leben                                                              | 1996                   | Eigener Song                        | bei Wolf Biermann Lieder Produktion Altona veröffentlicht                                                                                  |
| Mit neuen Freunden sass ich die Nacht                                                   | „…“                                                                  | Wolf Biermann                           | Seelengeld                                                                              | 1986                   | Eigener Song                        | bei Musikant veröffentlicht |
| Mit schwarzen Segeln                                                                    | „…“                                                                  | Heinrich Heine                          | … Paar Eckige Runden Drehn!                                                             | 2016                   | Coversong                           | bei Wolf Biermann Lieder Produktion Altona veröffentlicht; Wolf Biermann, Pamela Biermann und ZentralQuartett; Musik von Wolf Biermann     |
| Moritat auf Biermann seine Oma Meume in Hamburg                                         | „Als meine Oma ein Baby war …“                                       | Wolf Biermann                           | Chausseestraße 131                                                                      | 1969                   | Eigener Song                        | bei Wagenbach veröffentlicht |
| Muschi Mau                                                                              | „…“                                                                  | Wolf Biermann                           | Der Friedensclown                                                                       | 1977                   | Eigener Song                        | bei CBS veröffentlicht |
| Nach all dem                                                                            | „…“                                                                  | Jizchak Katzenelson                     | Großer Gesang des Jizchak Katzenelson vom ausgerotteten jüdischen Volk                  | 2004                   | Lesung                              | bei Wolf Biermann Lieder Produktion Altona veröffentlicht                                                                                  |
| Nebbich                                                                                 | „…“                                                                  | Wolf Biermann                           | Seelengeld                                                                              | 1986                   | Eigener Song                        | bei Musikant veröffentlicht |
| Nelli, min Appelsnut                                                                    | „…“                                                                  | Wolf Biermann                           | Trotz Alledem!                                                                          | 1978                   | Eigener Song                        | bei CBS veröffentlicht |
| Nicht Sehen – Nicht Hören – Nicht Schreien oder Ballade von meiner Mutter einzigem Sohn | „Und als er endlich die Augen aufmachte …“                           | Wolf Biermann                           | Warte nicht auf beßre Zeiten                                                            | 1973                   | Eigener Song                        | bei CBS veröffentlicht |
| Nimm mich unter deinen Fittich                                                          | „…“                                                                  | Wolf Biermann                           | Süßes Leben – Saures Leben                                                              | 1996                   | Eigener Song                        | bei Wolf Biermann Lieder Produktion Altona veröffentlicht                                                                                  |
| Noch                                                                                    | „Ein kleiner Regen hat mich gewaschen …“                             | Wolf Biermann                           | 4 Neue Lieder                                                                           | 1968                   | Eigener Song                        | bei Wagenbach veröffentlichte EP |
| Nur wer im Wohlstand lebt, …                                                            | „Ihr Herrn, urteilt jetzt selbst: ist das ein Leben? …“              | Bertolt Brecht                          | Brecht, deine Nachgeborenen                                                             | 1999                   | Coversong                           | bei Wolf Biermann Lieder Produktion Altona veröffentlicht; Musik von Kurt Weill                                                            |
| Nur wer sich ändert                                                                     | „Ich schwamm durch Blut in das große Licht …“                        | Wolf Biermann                           | Nur wer sich ändert – Alter Biermann – Neue Lieder                                      | 1991                   | Eigener Song                        | bei Wolf Biermann Lieder Produktion Altona veröffentlicht                                                                                  |
| Opportunistenparade 1963                                                                | „…“                                                                  | Wolf Biermann                           | Der Biermann kommt (Unveröffentlichte Biermann-Songs)                                   | 1970                   | Eigener Song                        | Niederländische Schwarzpressung von Tonbandaufnahmen aus der Mitte der sechziger Jahre                                                     |
| Orges Wunschliste                                                                       | „Von den Freuden, die nicht abgewogenen …“                           | Bertolt Brecht                          | Brecht, deine Nachgeborenen                                                             | 1999                   | Coversong                           | bei Wolf Biermann Lieder Produktion Altona veröffentlicht; Musik von Wolf Biermann                                                         |
| Osterlied                                                                               | „Für meine weiche Schleuse …“                                        | Wolf Biermann                           | VEBiermann (Uralte Lieder Vom Jungen Wolf)                                              | 1988                   | Eigener Song                        | bei EMI Electrola veröffentlicht |
| Pamelas Lied                                                                            | „…“                                                                  | Wolf Biermann                           | Heimkehr nach Berlin Mitte                                                              | 2007                   | Eigener Song                        | bei Wolf Biermann Lieder Produktion Altona veröffentlicht                                                                                  |
| Pardon                                                                                  | „Ich lebe noch - pardon, will sagen …“                               | Wolf Biermann                           | Die Welt ist schön                                                                      | 1985                   | Eigener Song                        | bei Musikant veröffentlicht |
| Petschaft                                                                               | „…“                                                                  | Wolf Biermann                           | Süßes Leben – Saures Leben                                                              | 1996                   | Eigener Song                        | bei Wolf Biermann Lieder Produktion Altona veröffentlicht                                                                                  |
| Pin Parasol                                                                             | „…“                                                                  | Wolf Biermann                           | Heimkehr nach Berlin Mitte                                                              | 2007                   | Eigener Song                        | bei Wolf Biermann Lieder Produktion Altona veröffentlicht                                                                                  |
| Portrait eines Monopolbürokraten                                                        | „…“                                                                  | Wolf Biermann                           | Das geht sein' sozialistischen Gang                                                     | 1977                   | Eigener Song                        | bei CBS veröffentlicht |
| Portugal – Ballade                                                                      | „…“                                                                  | Wolf Biermann                           | Süßes Leben – Saures Leben                                                              | 1996                   | Eigener Song                        | bei Wolf Biermann Lieder Produktion Altona veröffentlicht                                                                                  |
| Preussische Romanze                                                                     | „Gitarre …“                                                          | Wolf Biermann                           | Es gibt ein Leben vor dem Tod                                                           | 1976                   | Eigener Song                        | bei CBS veröffentlicht |
| Prolog: Der Dichter                                                                     | „…“                                                                  | Wolf Biermann                           | Großer Gesang des Jizchak Katzenelson vom ausgerotteten jüdischen Volk                  | 2004                   | Eigener Text                        | bei Wolf Biermann Lieder Produktion Altona veröffentlicht                                                                                  |
| Prügelkriegen, meine Herrn                                                              | „In den letzten vier fünf Jahren …“                                  | Wolf Biermann                           | VEBiermann (Uralte Lieder Vom Jungen Wolf)                                              | 1988                   | Eigener Song                        | bei EMI Electrola veröffentlicht |
| Pulli-Schnull ist Mamas Kind                                                            | „…“                                                                  | Traditional                             | Der Friedensclown                                                                       | 1977                   | Coversong                           | bei CBS veröffentlicht |
| Rätsel-Lied                                                                             | „…“                                                                  | Wolf Biermann                           | Der Friedensclown                                                                       | 1977                   | Eigener Song                        | bei CBS veröffentlicht |
| Regenbogen                                                                              | „…“                                                                  | Wolf Biermann                           | Die Welt ist schön                                                                      | 1985                   | Eigener Song                        | bei Musikant veröffentlicht |
| Religionsunterricht                                                                     | „…“                                                                  | Wolf Biermann                           | Heimkehr nach Berlin Mitte                                                              | 2007                   | Eigener Song                        | bei Wolf Biermann Lieder Produktion Altona veröffentlicht                                                                                  |
| Rencontre à Paris                                                                       | „Die alten Freunde, die werden alt …“                                | Wolf Biermann                           | Seelengeld                                                                              | 1986                   | Eigener Song                        | bei Musikant veröffentlicht |
| Robert, mein Lieber                                                                     | „…“                                                                  | Wolf Biermann                           | Hälfte des Lebens                                                                       | 1979                   | Eigener Song                        | bei CBS veröffentlicht |
| Roter Mond                                                                              | „…“                                                                  | Wolf Biermann                           | Heimkehr nach Berlin Mitte                                                              | 2007                   | Eigener Song                        | bei Wolf Biermann Lieder Produktion Altona veröffentlicht                                                                                  |
| Rotes Gegengedicht                                                                      | „…“                                                                  | Wolf Biermann                           | Eins in die Fresse, mein Herzblatt                                                      | 1980                   | Eigener Song                        | bei CBS veröffentlicht |
| Russisches Fallobst                                                                     | „…“                                                                  | Wolf Biermann                           | Nur wer sich ändert – Alter Biermann – Neue Lieder                                      | 1991                   | Eigener Song                        | bei Wolf Biermann Lieder Produktion Altona veröffentlicht                                                                                  |
| S & S                                                                                   | „…“                                                                  | Wolf Biermann                           | Eins in die Fresse, mein Herzblatt                                                      | 1980                   | Eigener Song                        | bei CBS veröffentlicht |
| Schlaf ein, mein Lieb                                                                   | „…“                                                                  | Wolf Biermann                           | … Paar Eckige Runden Drehn!                                                             | 2016                   | Eigener Song                        | bei Wolf Biermann Lieder Produktion Altona veröffentlicht; Wolf Biermann, Pamela Biermann und ZentralQuartett                              |
| Schlaflied                                                                              | „…“                                                                  | Wolf Biermann                           | Eins in die Fresse, mein Herzblatt                                                      | 1980                   | Eigener Song                        | bei CBS veröffentlicht |
| Schlaflied für Louba-Mollie                                                             | „…“                                                                  | Wolf Biermann                           | Ermutigung im Steinbruch der Zeit                                                       | 2001                   | Eigener Song                        | bei Wolf Biermann Lieder Produktion Altona veröffentlicht                                                                                  |
| Schlaflied für Tanepen                                                                  | „…“                                                                  | Wolf Biermann                           | Eins in die Fresse, mein Herzblatt                                                      | 1980                   | Eigener Song                        | bei CBS veröffentlicht |
| Schnulze aus Schmalz                                                                    | „…“                                                                  | Nils Ferlin                             | Ach, die erste Liebe …                                                                  | 2013                   | Coversong (ins Deutsche übertragen) | bei Wolf Biermann Lieder Produktion Altona veröffentlicht; Wolf Biermann mit Pamela Biermann; Musik von Lille Bror Söderlundh              |
| Schon wieder die Waggons                                                                | „…“                                                                  | Jizchak Katzenelson                     | Großer Gesang des Jizchak Katzenelson vom ausgerotteten jüdischen Volk                  | 2004                   | Lesung                              | bei Wolf Biermann Lieder Produktion Altona veröffentlicht                                                                                  |
| Schuften                                                                                | „…“                                                                  | Wolf Biermann                           | Im Hamburger Federbett (oder der Schlaf der Vernunft bringt Ungeheuer hervor)           | 1983                   | Eigener Song                        | bei Musikant veröffentlicht |
| Schwarzes Liedchen                                                                      | „…“                                                                  | Wolf Biermann                           | Eins in die Fresse, mein Herzblatt                                                      | 1980                   | Eigener Song                        | bei CBS veröffentlicht |
| Seestück, hochpolitisch                                                                 | „…“                                                                  | Wolf Biermann                           | Gut Kirschenessen (DDR - Ça Ira!)                                                       | 1990                   | Eigener Song                        | bei Electrola veröffentlicht |
| Selbstportrait für Reiner Kunze                                                         | „An Bitternis mein Soll hab ich geschluckt …“                        | Wolf Biermann                           | Aah – Ja!                                                                               | 1974                   | Eigener Song                        | bei CBS veröffentlicht |
| Shakespeare, das 66. Sonett                                                             | „…“                                                                  | Wolf Biermann                           | Gut Kirschenessen (DDR - Ça Ira!)                                                       | 1990                   | Eigener Song                        | bei Electrola veröffentlicht |
| Sing!                                                                                   | „…“                                                                  | Jizchak Katzenelson                     | Großer Gesang des Jizchak Katzenelson vom ausgerotteten jüdischen Volk                  | 2004                   | Lesung                              | bei Wolf Biermann Lieder Produktion Altona veröffentlicht                                                                                  |
| Sitzung im Gemeinderat                                                                  | „…“                                                                  | Jizchak Katzenelson                     | Großer Gesang des Jizchak Katzenelson vom ausgerotteten jüdischen Volk                  | 2004                   | Lesung                              | bei Wolf Biermann Lieder Produktion Altona veröffentlicht                                                                                  |
| So soll es sein – so wird es sein                                                       | „So oder so, die Erde wird rot: …“                                   | Wolf Biermann                           | Chausseestraße 131                                                                      | 1969                   | Eigener Song                        | bei Wagenbach veröffentlicht |
| So soll es sein (Neue Fassung)                                                          | „…“                                                                  | Wolf Biermann                           | Das geht sein' sozialistischen Gang                                                     | 1977                   | Eigener Song                        | bei CBS veröffentlicht |
| Soldatenmelodie                                                                         | „Soldat, Soldat in grauer Norm …“                                    | Wolf Biermann                           | Wolf Biermann (Ost) zu Gast bei Wolfgang Neuss (West)                                   | 1965                   | Eigener Song                        | bei Philips veröffentlicht; späterer Titel des Songs: Soldat, Soldat oder Soldatenlied                                                     |
| Sonett Nr. 6: Freund Lass Dein' Sommer Nicht...                                         | „…“                                                                  | William Shakespeare                     | Das Ist feinste Liebeskunst: Shakespeare – Sonette – Ein Liederzyklus                   | 2005                   | Lesung                              | bei Zweitausendeins veröffentlicht; Übersetzung von Wolf Biermann                                                                          |
| Sonett 18: Ich Dich Vergleichen...?                                                     | „…“                                                                  | William Shakespeare                     | Das Ist feinste Liebeskunst: Shakespeare – Sonette – Ein Liederzyklus                   | 2005                   | Lesung                              | bei Zweitausendeins veröffentlicht; Übersetzung von Wolf Biermann                                                                          |
| Sonett 20: Weibsbild Du, Dein Gesicht...                                                | „…“                                                                  | William Shakespeare                     | Das Ist feinste Liebeskunst: Shakespeare – Sonette – Ein Liederzyklus                   | 2005                   | Lesung                              | bei Zweitausendeins veröffentlicht; Übersetzung von Wolf Biermann                                                                          |
| Sonett 22: Ich Alt? Ach Was!                                                            | „…“                                                                  | William Shakespeare                     | Das Ist feinste Liebeskunst: Shakespeare – Sonette – Ein Liederzyklus                   | 2005                   | Lesung                              | bei Zweitausendeins veröffentlicht; Übersetzung von Wolf Biermann                                                                          |
| Sonett 49: Verflucht Der Tag...                                                         | „…“                                                                  | William Shakespeare                     | Das Ist feinste Liebeskunst: Shakespeare – Sonette – Ein Liederzyklus                   | 2005                   | Lesung                              | bei Zweitausendeins veröffentlicht; Übersetzung von Wolf Biermann                                                                          |
| Sonett 60: Wie Wellen Sterben                                                           | „…“                                                                  | William Shakespeare                     | Das Ist feinste Liebeskunst: Shakespeare – Sonette – Ein Liederzyklus                   | 2005                   | Lesung                              | bei Zweitausendeins veröffentlicht; Übersetzung von Wolf Biermann                                                                          |
| Sonett 66: Müd, Müd von All Dem...                                                      | „…“                                                                  | William Shakespeare                     | Das Ist feinste Liebeskunst: Shakespeare – Sonette – Ein Liederzyklus                   | 2005                   | Lesung                              | bei Zweitausendeins veröffentlicht; Übersetzung von Wolf Biermann                                                                          |
| Sonett 71: Trag, Wenn Ich Sterbe...                                                     | „…“                                                                  | William Shakespeare                     | Das Ist feinste Liebeskunst: Shakespeare – Sonette – Ein Liederzyklus                   | 2005                   | Lesung                              | bei Zweitausendeins veröffentlicht; Übersetzung von Wolf Biermann                                                                          |
| Sonett 76: Warum Bloss Trägt Mein Vers...                                               | „…“                                                                  | William Shakespeare                     | Das Ist feinste Liebeskunst: Shakespeare – Sonette – Ein Liederzyklus                   | 2005                   | Lesung                              | bei Zweitausendeins veröffentlicht; Übersetzung von Wolf Biermann                                                                          |
| Sonett 90: Mich Hassen Du Willst?                                                       | „…“                                                                  | William Shakespeare                     | Das Ist feinste Liebeskunst: Shakespeare – Sonette – Ein Liederzyklus                   | 2005                   | Lesung                              | bei Zweitausendeins veröffentlicht; Übersetzung von Wolf Biermann                                                                          |
| Sonett 116: Vermählen Sich Zwei Wahre Seelen...                                         | „…“                                                                  | William Shakespeare                     | Das Ist feinste Liebeskunst: Shakespeare – Sonette – Ein Liederzyklus                   | 2005                   | Lesung                              | bei Zweitausendeins veröffentlicht; Übersetzung von Wolf Biermann                                                                          |
| Sonett 128: Musik Bist Du Für Mich...                                                   | „…“                                                                  | William Shakespeare                     | Das Ist feinste Liebeskunst: Shakespeare – Sonette – Ein Liederzyklus                   | 2005                   | Lesung                              | bei Zweitausendeins veröffentlicht; Übersetzung von Wolf Biermann                                                                          |
| Sonett 130: Mein Liebchen Hat Mich Grad...                                              | „…“                                                                  | William Shakespeare                     | Das Ist feinste Liebeskunst: Shakespeare – Sonette – Ein Liederzyklus                   | 2005                   | Lesung                              | bei Zweitausendeins veröffentlicht; Übersetzung von Wolf Biermann                                                                          |
| Sonett 138: Wenn Meine Liebste Lügt...                                                  | „…“                                                                  | William Shakespeare                     | Das Ist feinste Liebeskunst: Shakespeare – Sonette – Ein Liederzyklus                   | 2005                   | Lesung                              | bei Zweitausendeins veröffentlicht; Übersetzung von Wolf Biermann                                                                          |
| Sonett 154: Als Mal Der Kleine Liebesgott...                                            | „…“                                                                  | William Shakespeare                     | Das Ist feinste Liebeskunst: Shakespeare – Sonette – Ein Liederzyklus                   | 2005                   | Lesung                              | bei Zweitausendeins veröffentlicht; Übersetzung von Wolf Biermann                                                                          |
| Song von den Jahreszeiten                                                               | „…“                                                                  | Wolf Biermann                           | Eins in die Fresse, mein Herzblatt                                                      | 1980                   | Eigener Song                        | bei CBS veröffentlicht |
| Spaniens Himmel                                                                         | „Spaniens Himmel breitet seine Sterne …“                             | Gudrun Kabisch                          | Es gibt ein Leben vor dem Tod                                                           | 1976                   | Coversong                           | bei CBS veröffentlicht; Musik von Paul Dessau                                                                                              |
| Spätsommer östlich von Flensburg                                                        | „…“                                                                  | Wolf Biermann                           | Süßes Leben – Saures Leben                                                              | 1996                   | Eigener Song                        | bei Wolf Biermann Lieder Produktion Altona veröffentlicht                                                                                  |
| Starfighter                                                                             | „Franz Josef hat dem deutschen Volk …“                               | Wolf Biermann                           | Eins in die Fresse, mein Herzblatt                                                      | 1980                   | Eigener Song                        | bei CBS veröffentlicht |
| Steine-Lied                                                                             | „Steine Steine Steine, mein Lieb, und Steine …“                      | Wolf Biermann                           | Liebeslieder                                                                            | 1975                   | Eigener Song                        | bei CBS veröffentlicht |
| Stillepenn Schlufflied                                                                  | „…“                                                                  | Wolf Biermann                           | Der Friedensclown                                                                       | 1977                   | Eigener Song                        | bei CBS veröffentlicht |
| Streik bei Thyssen                                                                      | „…“                                                                  | Wolf Biermann                           | Eins in die Fresse, mein Herzblatt                                                      | 1980                   | Eigener Song                        | bei CBS veröffentlicht |
| Streikposten vor Euro-Kai                                                               | „Wir haben geschuftet und hielten den Mund an die 27 Jahr' …“        | Wolf Biermann                           | Trotz Alledem!                                                                          | 1978                   | Eigener Song                        | bei CBS veröffentlicht |
| Süchtig nach lebendig leben                                                             | „…“                                                                  | Wolf Biermann                           | In diesem Lande leben wir (Sololieder - Chorwerke)                                      | 2011                   | Eigener Song                        | bei Wolf Biermann Lieder Produktion Altona veröffentlicht; Wolf Biermann mit dem Chamber Choir of Europe – Leitung Gunnar Eriksson         |
| Süßes Leben, saures Leben                                                               | „…“                                                                  | Wolf Biermann                           | Süßes Leben – Saures Leben                                                              | 1996                   | Eigener Song                        | bei Wolf Biermann Lieder Produktion Altona veröffentlicht                                                                                  |
| Tango – na und?!                                                                        | „…“                                                                  | Wolf Biermann                           | Seelengeld                                                                              | 1986                   |                                     | bei Musikant veröffentlicht; Musik von Rodolfo Mederos                                                                                     |
| Tanz was, kleine Puppi!                                                                 | „…“                                                                  | Traditional                             | Der Friedensclown                                                                       | 1977                   | Coversong                           | bei CBS veröffentlicht |
| Tod in Altona                                                                           | „…“                                                                  | Wolf Biermann                           | Süßes Leben – Saures Leben                                                              | 1996                   | Eigener Song                        | bei Wolf Biermann Lieder Produktion Altona veröffentlicht                                                                                  |
| Trotz Alledem!                                                                          | „Du gehst auf Arbeit und kriegst Lohn …“                             | Traditional                             | Trotz Alledem!                                                                          | 1978                   | Coversong                           | bei CBS veröffentlicht |
| Um Deutschland ist mir gar nicht bang                                                   | „Um Deutschland ist mir gar nicht bang …“                            | Wolf Biermann                           | Paradies Uff Erden (Ein Berliner Bilderbogen)                                           | 1999                   | Eigener Song                        | bei Wolf Biermann Lieder Produktion Altona veröffentlicht                                                                                  |
| Und als wir ans Ufer kamen                                                              | „Und als wir ans Ufer kamen …“                                       | Wolf Biermann                           | Und als ich von Deutschland nach Deutschland                                            | 1980                   | Eigener Song                        | bei SR International veröffentlicht |
| Und lieb sein kann ich auch                                                             | „…“                                                                  | Traditional                             | Ach, die erste Liebe …                                                                  | 2013                   | Coversong                           | bei Wolf Biermann Lieder Produktion Altona veröffentlicht; Wolf Biermann mit Pamela Biermann                                               |
| Und wenn ich tot bin                                                                    | „Und wenn ich tot bin, Liebster …“                                   | Christina Rossetti                      | Die Welt ist schön                                                                      | 1985                   | Coversong                           | bei Musikant veröffentlicht; Musik von Wolf Biermann                                                                                       |
| Und wir hatten keine Höhle                                                              | „Und wir hatten keine Höhle …“                                       | Wolf Biermann                           | Die Welt ist schön                                                                      | 1985                   | Eigener Song                        | bei Musikant veröffentlicht |
| Über Brechts „In den Finsteren Zeiten“                                                  | „…“                                                                  | Wolf Biermann                           | Brecht, deine Nachgeborenen                                                             | 1999                   | Eigener Text                        | bei Wolf Biermann Lieder Produktion Altona veröffentlicht                                                                                  |
| Über Brechts und Eislers Nationalhymne                                                  | „…“                                                                  | Wolf Biermann                           | Brecht, deine Nachgeborenen                                                             | 1999                   | Eigener Text                        | bei Wolf Biermann Lieder Produktion Altona veröffentlicht                                                                                  |
| Über das A-Dur bei Hanns Eisler und Beim Lesen des Horaz                                | „…“                                                                  | Wolf Biermann                           | Brecht, deine Nachgeborenen                                                             | 1999                   | Eigener Text                        | bei Wolf Biermann Lieder Produktion Altona veröffentlicht                                                                                  |
| Über das Ende des Kinderglaubens                                                        | „…“                                                                  | Wolf Biermann                           | Brecht, deine Nachgeborenen                                                             | 1999                   | Eigener Text                        | bei Wolf Biermann Lieder Produktion Altona veröffentlicht                                                                                  |
| Über den Kommunismus                                                                    | „…“                                                                  | Wolf Biermann                           | Hänschen-klein ging allein … Konzert in der Gedenkstätte Bautzener Strasse am 5.12.2004 | 2005                   |                                     | bei Wolf Biermann Lieder Produktion Altona veröffentlicht                                                                                  |
| Über des großen Dichters Mangel an Phantasie                                            | „…“                                                                  | Wolf Biermann                           | Brecht, deine Nachgeborenen                                                             | 1999                   | Eigener Text                        | bei Wolf Biermann Lieder Produktion Altona veröffentlicht                                                                                  |
| Über Großdichter und Kleindichter                                                       | „…“                                                                  | Wolf Biermann                           | Brecht, deine Nachgeborenen                                                             | 1999                   | Eigener Text                        | bei Wolf Biermann Lieder Produktion Altona veröffentlicht                                                                                  |
| Über Jürgen Fuchs                                                                       | „…“                                                                  | Wolf Biermann                           | Hänschen-klein ging allein … Konzert in der Gedenkstätte Bautzener Strasse am 5.12.2004 | 2005                   |                                     | bei Wolf Biermann Lieder Produktion Altona veröffentlicht                                                                                  |
| Über Kommunismus abermals                                                               | „…“                                                                  | Wolf Biermann                           | Hänschen-klein ging allein … Konzert in der Gedenkstätte Bautzener Strasse am 5.12.2004 | 2005                   |                                     | bei Wolf Biermann Lieder Produktion Altona veröffentlicht                                                                                  |
| Über Peter Huchel                                                                       | „…“                                                                  | Wolf Biermann                           | Hänschen-klein ging allein … Konzert in der Gedenkstätte Bautzener Strasse am 5.12.2004 | 2005                   |                                     | bei Wolf Biermann Lieder Produktion Altona veröffentlicht                                                                                  |
| Verheertes Heim, Zerstörtes Haus                                                        | „…“                                                                  | Jizchak Katzenelson                     | Großer Gesang des Jizchak Katzenelson vom ausgerotteten jüdischen Volk                  | 2004                   | Lesung                              | bei Wolf Biermann Lieder Produktion Altona veröffentlicht                                                                                  |
| Verkauf uns nicht                                                                       | „…“                                                                  | Wolf Biermann                           | Gut Kirschenessen (DDR - Ça Ira!)                                                       | 1990                   | Eigener Song                        | bei Electrola veröffentlicht |
| Verkäuferin                                                                             | „Die Verkäuferin im Konsum …“                                        | Wolf Biermann                           | VEBiermann (Uralte Lieder Vom Jungen Wolf)                                              | 1988                   | Eigener Song                        | bei EMI Electrola veröffentlicht |
| Viele von uns sitzen noch                                                               | „…“                                                                  | Helga M. Novak                          | Hälfte des Lebens                                                                       | 1979                   | Coversong                           | bei CBS veröffentlicht; Musik von Wolf Biermann                                                                                            |
| Vier Variationen zu Strauß                                                              | „…“                                                                  | Wolf Biermann                           | Eins in die Fresse, mein Herzblatt                                                      | 1980                   | Eigener Song                        | bei CBS veröffentlicht |
| Vom Lesen in den Innerein                                                               | „…“                                                                  | Wolf Biermann                           | Seelengeld                                                                              | 1986                   | Eigener Song                        | bei Musikant veröffentlicht |
| Von den Menschen                                                                        | „Krieg raus, wer du bist! …“                                         | Wolf Biermann                           | Wir müssen vor Hoffnung verrückt sein                                                   | 1982                   | Eigener Song                        | bei Musikant veröffentlicht |
| Von mir und meiner Dicken in den Fichten                                                | „Nur’n paar schnelle Sprünge weg vom Wege …“                         | Wolf Biermann                           | Aah – Ja!                                                                               | 1974                   | Eigener Song                        | bei CBS veröffentlicht |
| Von Ratten, Schmeißfliegen und Krokodilen                                               | „…“                                                                  | Wolf Biermann                           | Eins in die Fresse, mein Herzblatt                                                      | 1980                   | Eigener Song                        | bei CBS veröffentlicht |
| Vorfrühling                                                                             | „Nach diesem langen Winter …“                                        | Wolf Biermann                           | Aah – Ja!                                                                               | 1974                   | Eigener Song                        | bei CBS veröffentlicht |
| Wann ist denn endlich Frieden                                                           | „Wann ist denn endlich Frieden …“                                    | Wolf Biermann                           | Eins in die Fresse, mein Herzblatt                                                      | 1980                   | Eigener Song                        | bei CBS veröffentlicht |
| Warte nicht auf bess're Zeiten                                                          | „Manchen hör ich bitter sagen …“                                     | Wolf Biermann                           | Der Biermann kommt (Unveröffentlichte Biermann-Songs)                                   | 1970                   | Eigener Song                        | Niederländische Schwarzpressung von Tonbandaufnahmen aus der Mitte der sechziger Jahre                                                     |
| Was an dir Berg war                                                                     | „Was an Dir Berg war, haben sie geschleift …“                        | Bertolt Brecht                          | Hälfte des Lebens                                                                       | 1979                   | Coversong                           | bei CBS veröffentlicht; Musik von Wolf Biermann                                                                                            |
| Was tun - am Ende einer Diktatur?                                                       | „…“                                                                  | Wolf Biermann                           | Hänschen-klein ging allein … Konzert in der Gedenkstätte Bautzener Strasse am 5.12.2004 | 2005                   |                                     | bei Wolf Biermann Lieder Produktion Altona veröffentlicht                                                                                  |
| Was verboten ist, das macht uns gerade scharf                                           | „Keiner tut gern tun, was er tun darf …“                             | Wolf Biermann                           | Wolf Biermann (Ost) zu Gast bei Wolfgang Neuss (West)                                   | 1965                   | Eigener Song                        | bei Philips veröffentlicht |
| Weihnachtsmarkt auf dem Marxengels                                                      | „…“                                                                  | Wolf Biermann                           | Paradies Uff Erden (Ein Berliner Bilderbogen)                                           | 1999                   | Eigener Song                        | bei Wolf Biermann Lieder Produktion Altona veröffentlicht                                                                                  |
| Weiße Milch des Abends                                                                  | „…“                                                                  | Wolf Biermann                           | Süßes Leben – Saures Leben                                                              | 1996                   | Eigener Song                        | bei Wolf Biermann Lieder Produktion Altona veröffentlicht                                                                                  |
| Welke Blätter                                                                           | „Du, ich wollt, Du würdest Dich erinnern …“                          | Jacques Prévert                         | Die Welt ist schön                                                                      | 1985                   | Coversong (ins Deutsche übertragen) | bei Musikant veröffentlicht; Originaltext von Jacques Prévert; Musik von Joseph Kosma                                                      |
| Weltende 1905                                                                           | „…“                                                                  | Jakob van Hoddis                        | Hälfte des Lebens                                                                       | 1979                   | Coversong                           | bei CBS veröffentlicht; Musik von Wolf Biermann                                                                                            |
| Wenn das Haus eines Großen                                                              | „…“                                                                  | Bertolt Brecht                          | Hälfte des Lebens                                                                       | 1979                   | Coversong                           | bei CBS veröffentlicht; Musik von Wolf Biermann                                                                                            |
| Wer sich nicht in Gefahr begibt                                                         | „…“                                                                  | Wolf Biermann                           | … Paar Eckige Runden Drehn!                                                             | 2016                   | Eigener Song                        | bei Wolf Biermann Lieder Produktion Altona veröffentlicht; Wolf Biermann, Pamela Biermann und ZentralQuartett                              |
| Wie die platte Wirklichkeit ein Gedicht einholte                                        | „…“                                                                  | Wolf Biermann                           | Brecht, deine Nachgeborenen                                                             | 1999                   | Eigener Text                        | bei Wolf Biermann Lieder Produktion Altona veröffentlicht                                                                                  |
| Wie eingepfercht in Kerkermauern                                                        | „Wie eingepfercht in Kerkermauern …“                                 | Wolf Biermann                           | Chausseestraße 131                                                                      | 1969                   | Eigener Song                        | bei Wagenbach veröffentlicht |
| Wie ich ein Fisch wurde                                                                 | „…“                                                                  | Günter Kunert                           | Hälfte des Lebens                                                                       | 1979                   | Coversong                           | bei CBS veröffentlicht; Musik von Wolf Biermann                                                                                            |
| Wie schändlich du gehandelt                                                             | „Wie schändlich du gehandelt …“                                      | Heinrich Heine                          | Liebeslieder                                                                            | 1975                   | Coversong                           | bei CBS veröffentlicht |
| Willkommenslied für Marie                                                               | „Wir müssen vor Hoffnung verrückt sein …“                            | Wolf Biermann                           | Und als ich von Deutschland nach Deutschland                                            | 1980                   | Eigener Song                        | bei SR International veröffentlicht |
| Willkommenslied für Til                                                                 | „…“                                                                  | Wolf Biermann                           | Wir müssen vor Hoffnung verrückt sein                                                   | 1982                   | Eigener Song                        | bei Musikant veröffentlicht |
| Willkommen, kleine Bürgerin                                                             | „…“                                                                  | Jakob Michael Reinhold Lenz             | Hälfte des Lebens                                                                       | 1979                   | Coversong                           | bei CBS veröffentlicht; Musik von Wolf Biermann                                                                                            |
| Wir bleiben doch, die wir werden                                                        | „…“                                                                  | Wolf Biermann                           | Hänschen-klein ging allein … Konzert in der Gedenkstätte Bautzener Strasse am 5.12.2004 | 2005                   | Eigener Song                        | bei Wolf Biermann Lieder Produktion Altona veröffentlicht                                                                                  |
| Wir lebn ewig                                                                           | „…“                                                                  | Wolf Biermann                           | Nur wer sich ändert – Alter Biermann – Neue Lieder                                      | 1991                   | Eigener Song                        | bei Wolf Biermann Lieder Produktion Altona veröffentlicht                                                                                  |
| Wir sassen am Feuer im dunkeln                                                          | „…“                                                                  | Wolf Biermann                           | Es gibt ein Leben vor dem Tod                                                           | 1976                   | Eigener Song                        | bei CBS veröffentlicht |
| Wir tranken schön Tee                                                                   | „…“                                                                  | Wolf Biermann                           | Nur wer sich ändert – Alter Biermann – Neue Lieder                                      | 1991                   | Eigener Song                        | bei Wolf Biermann Lieder Produktion Altona veröffentlicht                                                                                  |
| Wo ich dich gestern liebte                                                              | „…“                                                                  | Volker von Törne                        | Hälfte des Lebens                                                                       | 1979                   | Coversong                           | bei CBS veröffentlicht; Musik von Wolf Biermann                                                                                            |
| Wolkenbilder über Hamburg                                                               | „Die Wolken wildern weiß im Blau …“                                  | Wolf Biermann                           | Seelengeld                                                                              | 1986                   | Eigener Song                        | bei Musikant veröffentlicht |
| Würdigung der Partei                                                                    | „…“                                                                  | Wolf Biermann                           | Brecht, deine Nachgeborenen                                                             | 1999                   | Eigener Text                        | bei Wolf Biermann Lieder Produktion Altona veröffentlicht                                                                                  |
| Ziffels Lied                                                                            | „…“                                                                  | Bertolt Brecht                          | Hälfte des Lebens                                                                       | 1979                   | Coversong                           | bei CBS veröffentlicht; Musik von Wolf Biermann                                                                                            |
| Zwei graue Tauber                                                                       | „…“                                                                  | Traditional                             | Ach, die erste Liebe …                                                                  | 2013                   | Coversong                           | bei Wolf Biermann Lieder Produktion Altona veröffentlicht; Wolf Biermann mit Pamela Biermann                                               |
| Zwischenlied                                                                            | „Wenn ich euch nun hin und wieder …“                                 | Wolf Biermann                           | Chausseestraße 131                                                                      | 1969                   | Eigener Song                        | bei Wagenbach veröffentlicht |

## Fernsehdokumentationen
- Im Konzert – Wolf Biermann in Leipzig, das Konzert aus der Messehalle Leipzig vom 1. Dezember 1989